# Етнографічний музей народів Забайкалля
Етнографічний музей народів Забайкалля (бур. Υбэр Байгалай хизаарай арадуудай угсаатанай зγйн музей) — музейний комплекс просто неба в місті Улан-Уде (Республіка Бурятія), в мікрорайоні Верхня Березівка.

## Історія музею

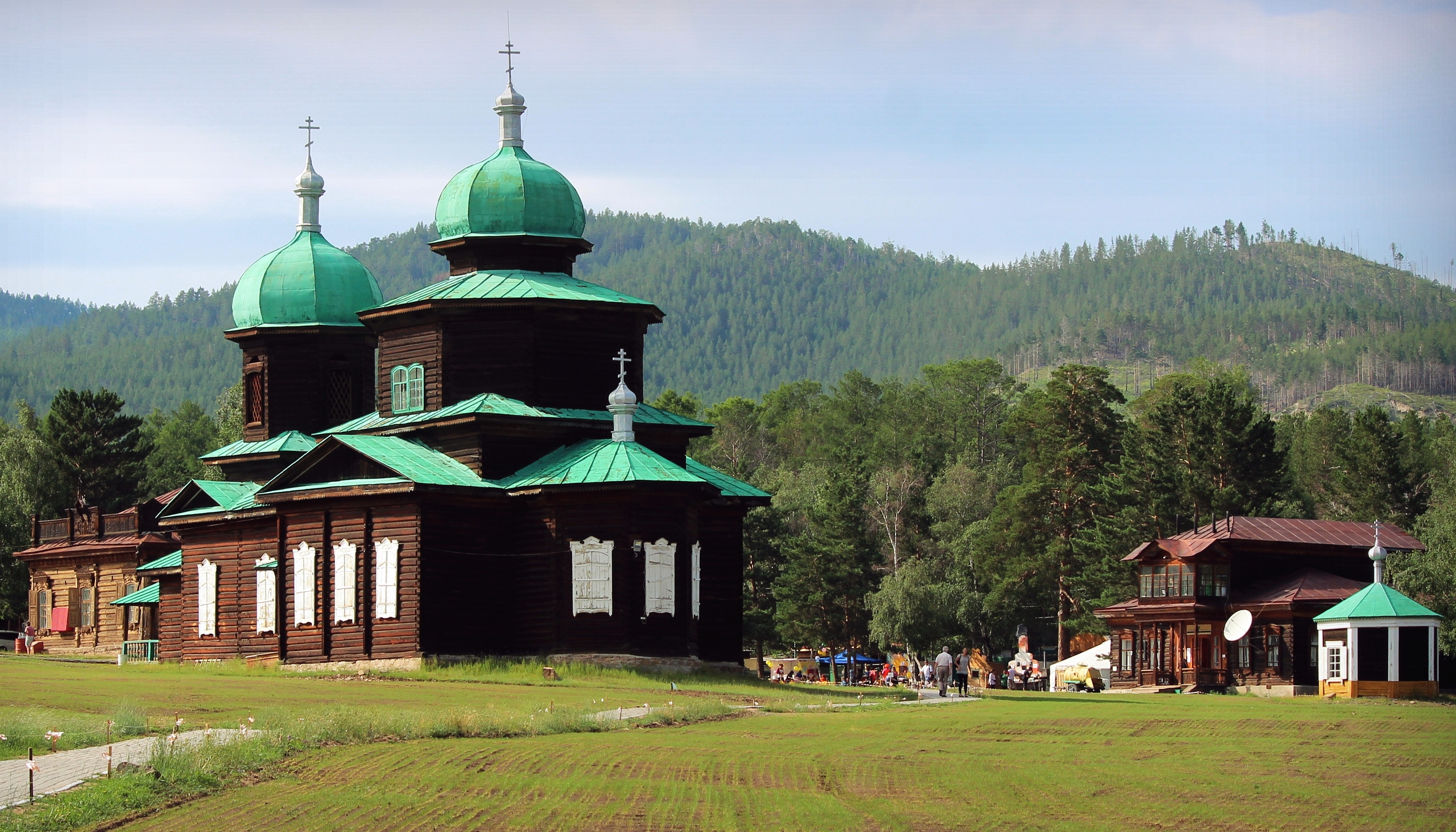
Нікольська церква в селі Нікольск

Наприкінці 1950-х — початку 1960-х років спостерігалося зростання мережі етнографічних музеїв просто неба в СРСР. У роки політичної відлиги цей сплеск був зумовлений трьома обставинами: зростанням добробуту народу, розвитком пізнавального туризму і значним збільшенням притоку іноземних туристів в країну.
У Бурятській АРСР етнографічний музей відкрили 19 серпня 1968 року. Одним із його перших експонатів стала Нікольська церква, перевезена з села Нікольск, і Деваджін-дацан, доставлений з Тамчинського дацану.

## Експозиції
Етнографічний музей народів Забайкалля — один з найбільших музеїв просто неба в Росії. Займає територію площею 37 гектарів, де зібрано понад 40 архітектурних пам'яток і понад 11 тисяч експонатів.
Територія музею розділена на кілька комплексів:

### Археологічний комплекс
Археологічний комплекс музею складається із закритого павільйону та майданчика просто неба. На останньому розташовані плитові могили, кам'яні стовпи, «сторожові» камені тощо. Перше поховання хуннської культури було виявлене в 1896 році в Ільмовій паді в Кяхтінському районі. У середні віки хунну над похованнями влаштовували пласкі, круглі кам'яні кладки. У закритому павільйоні демонструються зразки, знайдені під час розкопок Іволгинського городища. 

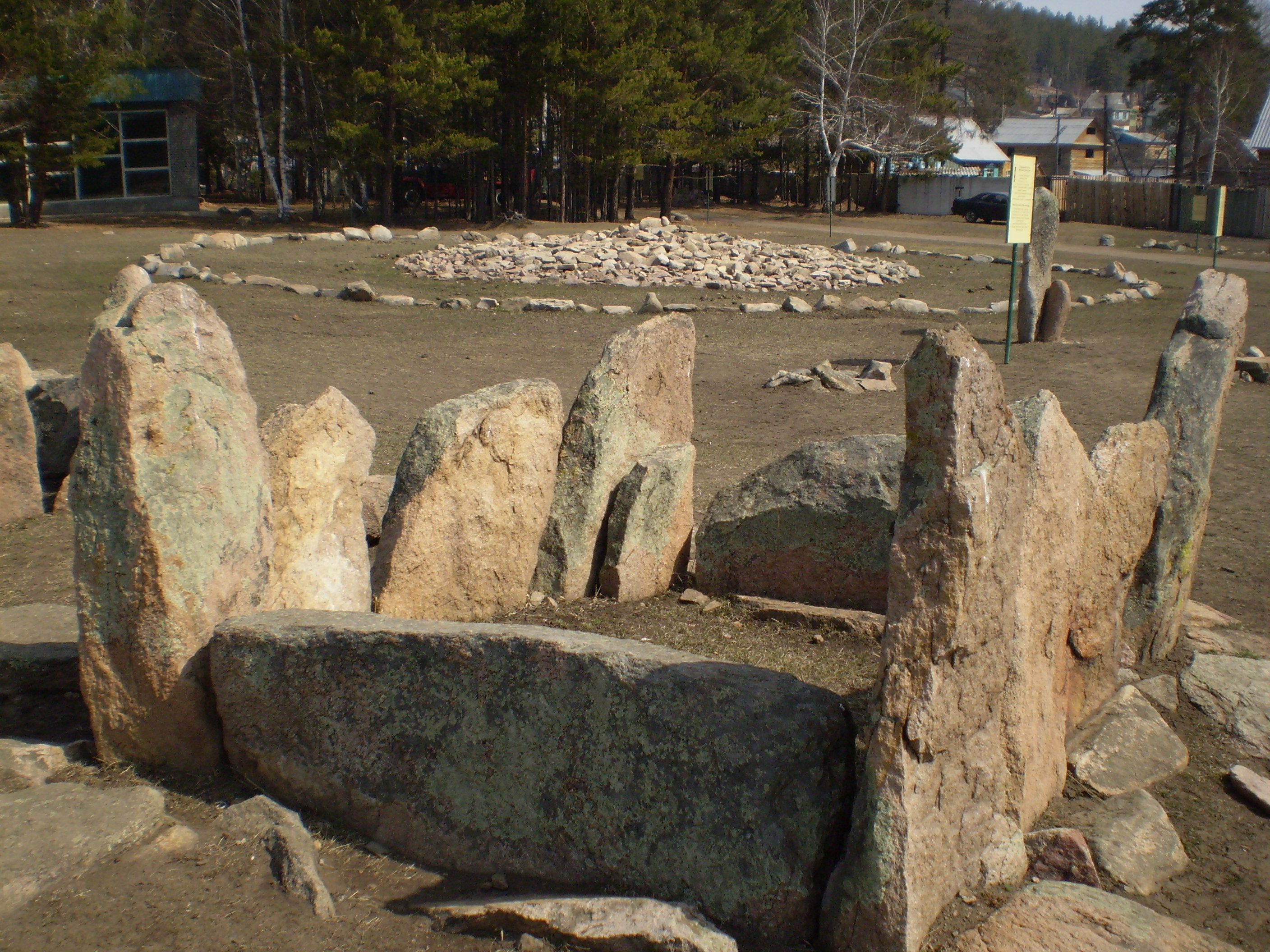
Плитова могила. Бронзовий вік, Хоринський район, Бурятія
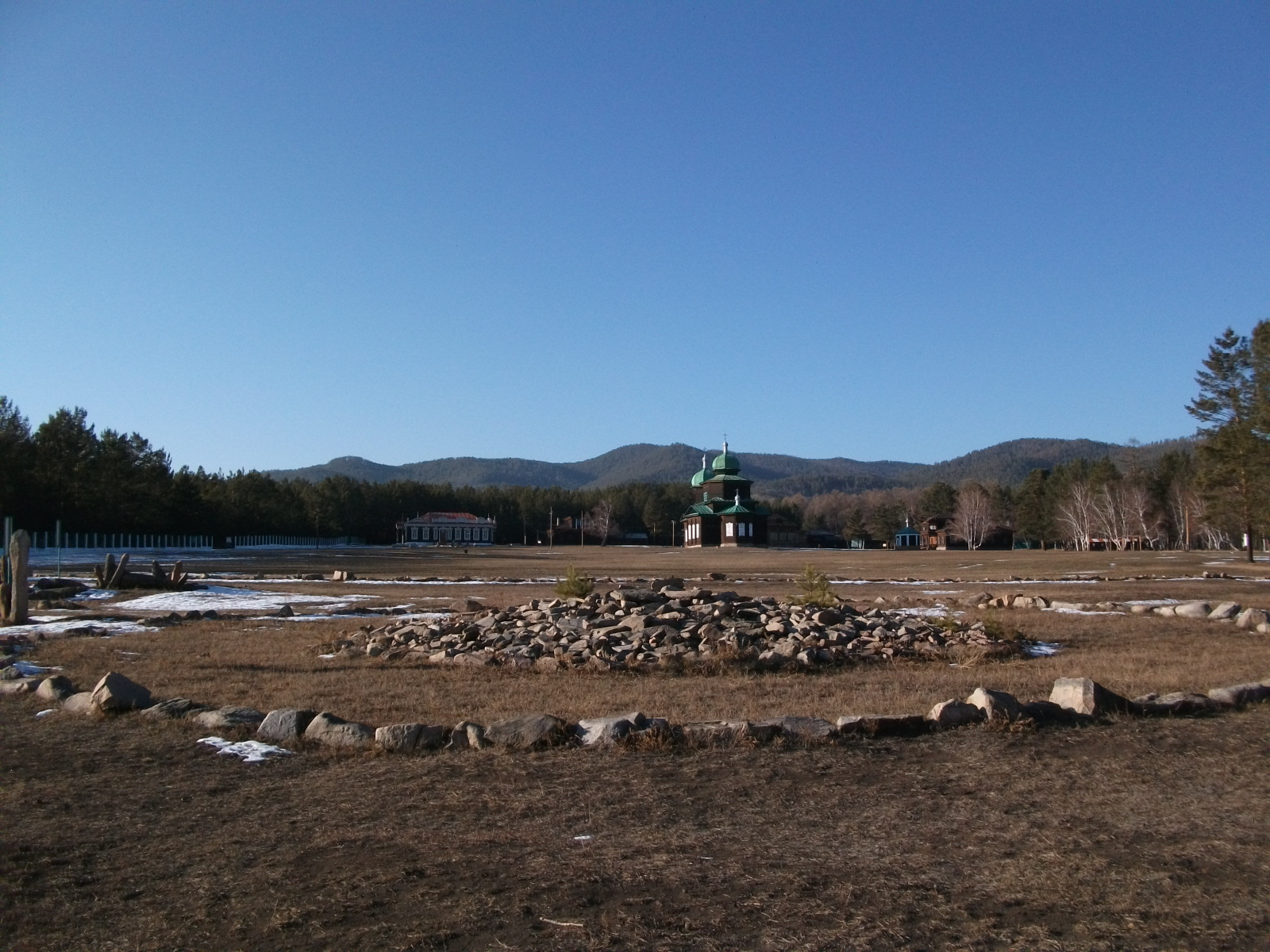
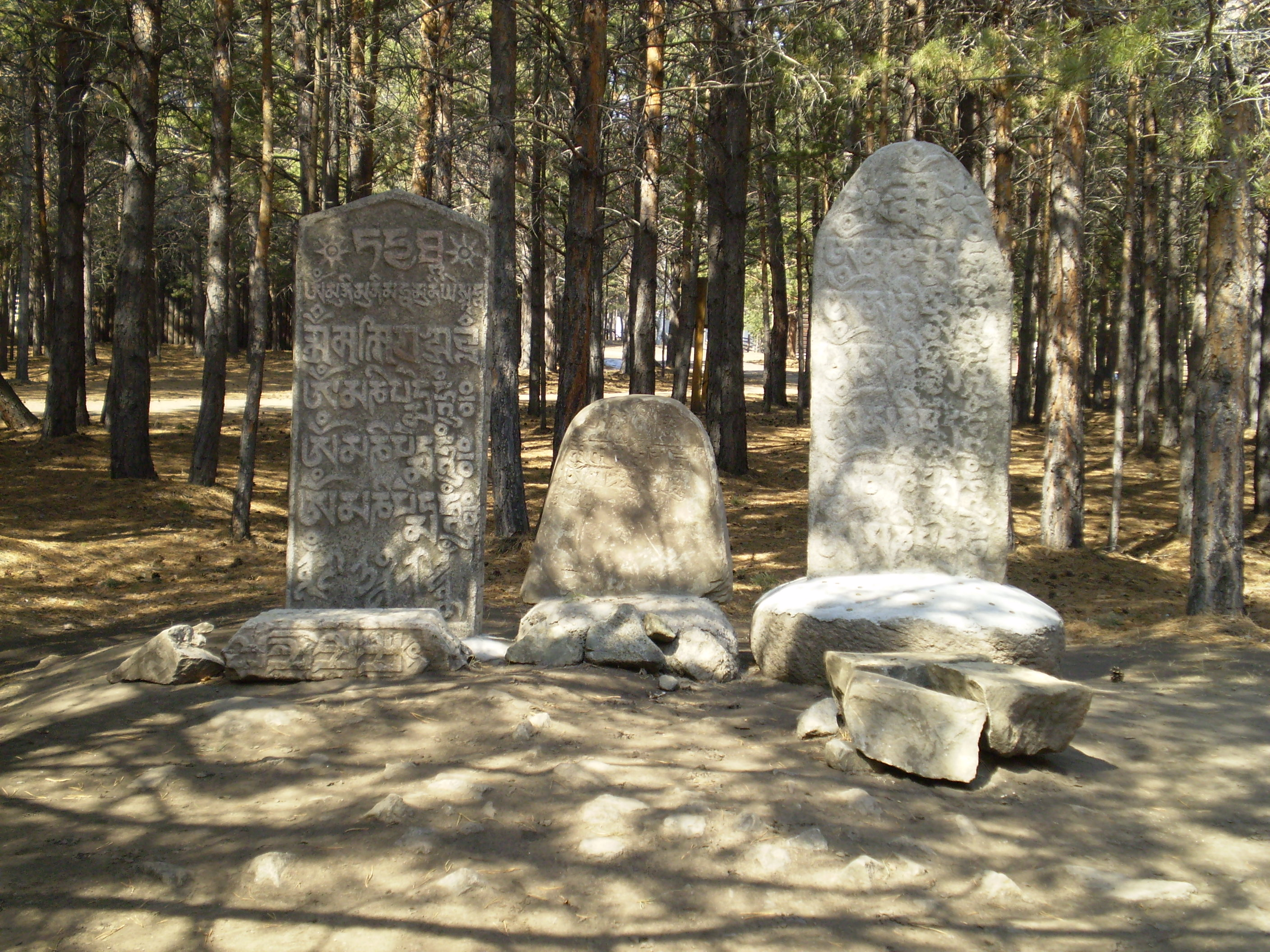
Каміння біля дацана Деваджін

### Бурятський комплекс
Бурятський комплекс складається з дерев'яних і повстяних юрт, а також культової буддійської споруди — дацана.

У першій половині XIX століття бурятські храми мали церквоподібний вигляд, й ця характерна ознака сформувалася під впливом російської архітектури, оскільки в будівництві храмів брали участь російські майстри. З розвитком власне бурятського храмового зодчества в другій половині XIX століття з'явився новий вид дацана, який істотно відрізняється від перших будівель і поєднує в собі місцеві та східні риси. Його зразком є Деваджін-дацан, вивезений з Тамчинського дацану. У 1926 році храм був перебудований — зовнішній вигляд не змінився, збільшилася лише його площа. У забарвленні храму переважає жовтий колір — священний в ламаїзмі. Всередині знаходиться панно «Тунші», що ілюструє індійську казку про чотирьох тварин, які вирішили суперечку про те, як дістати плоди з високого дерева. 

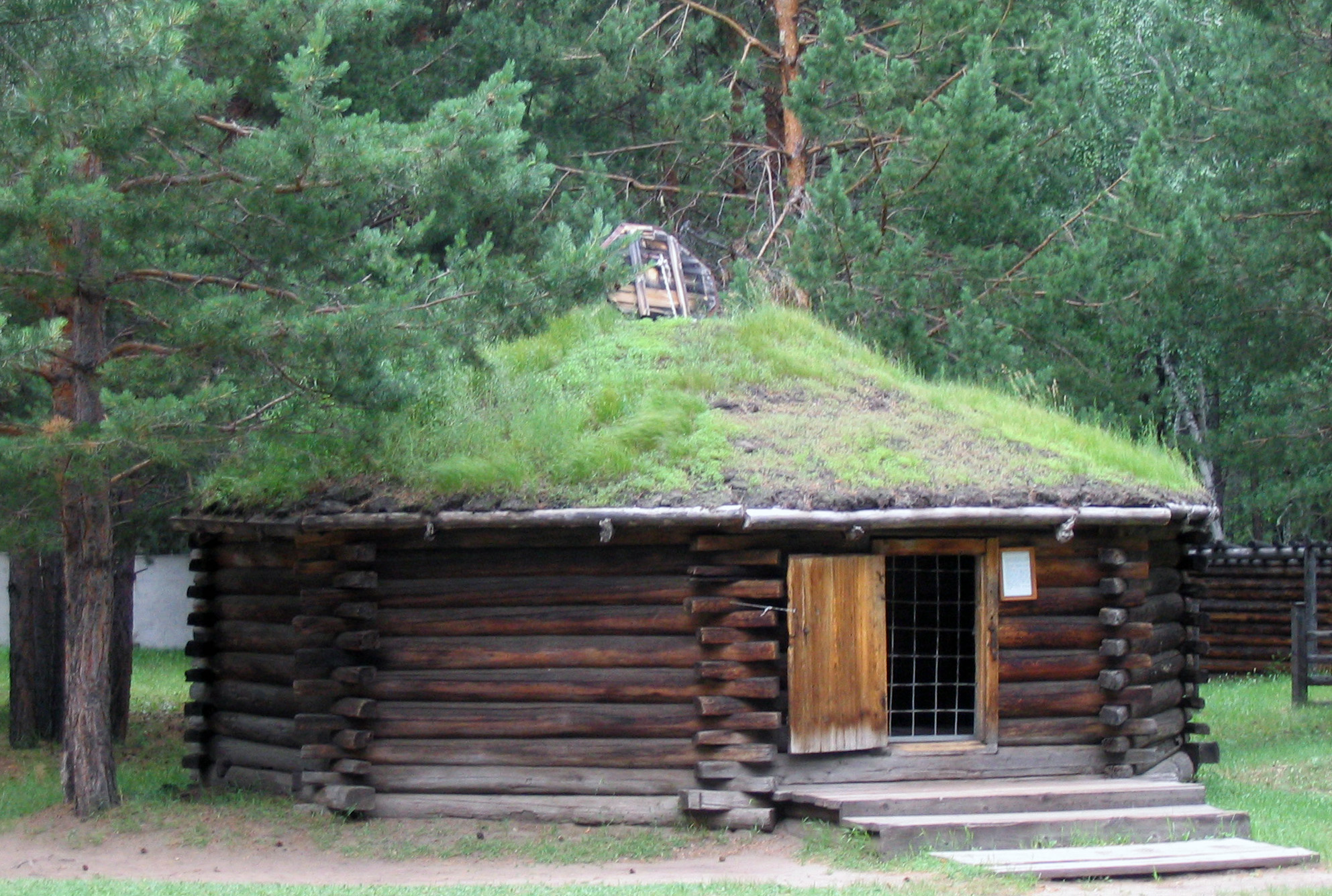
Юрта
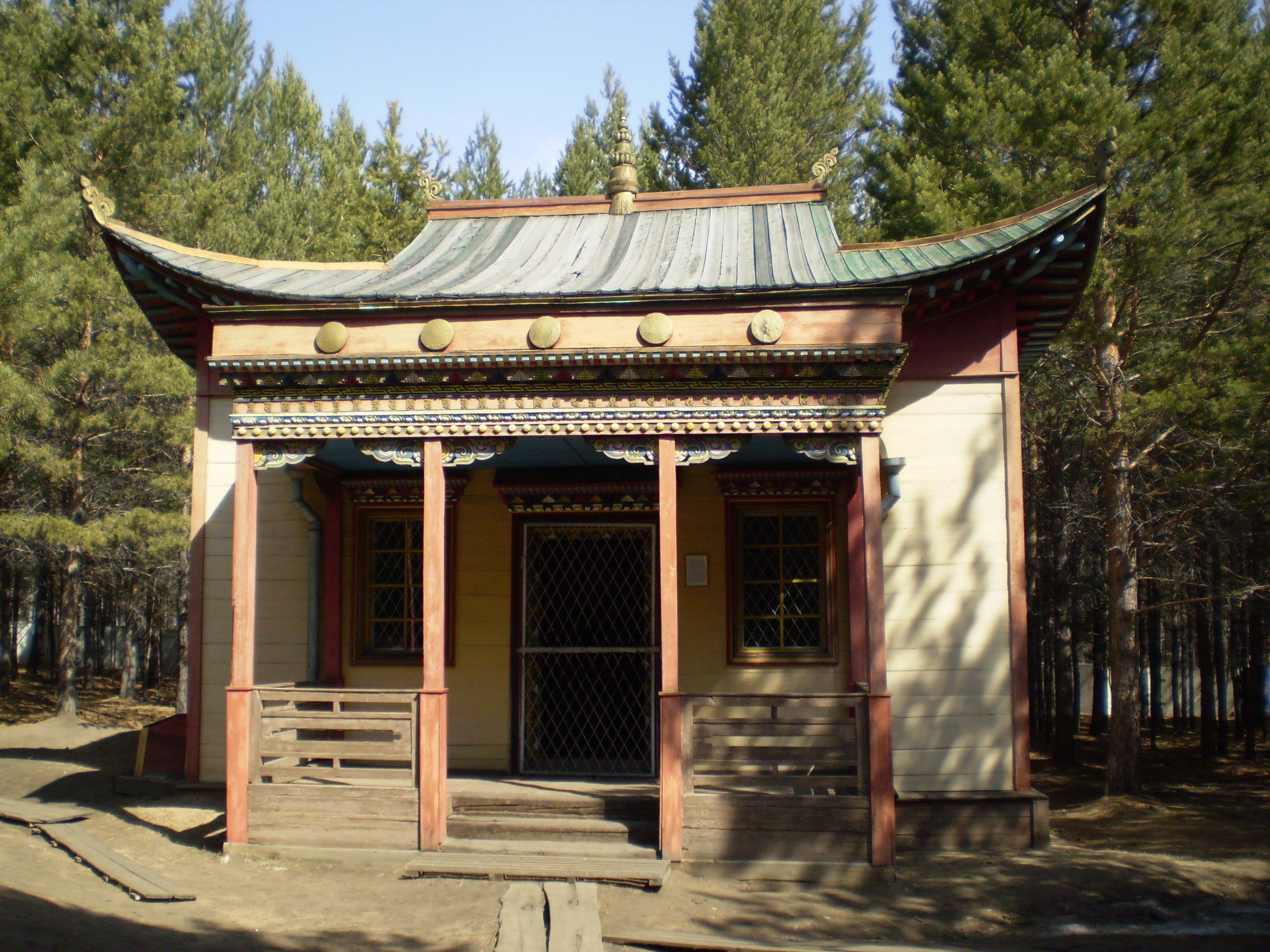
Деваджін-дацан Тамчинський дацан (2-га пол. XIX ст.)
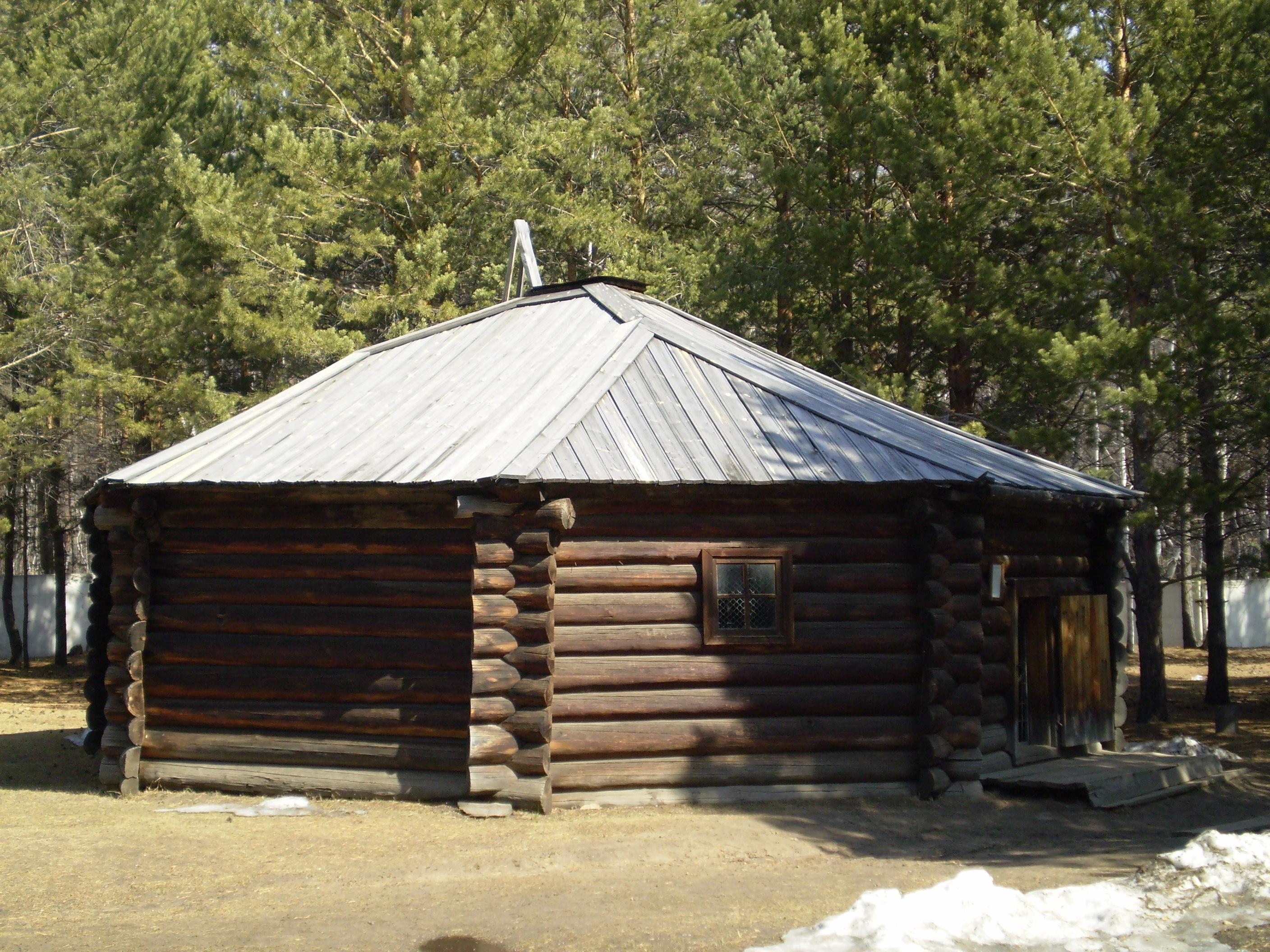
Юрта з улусу Качуг
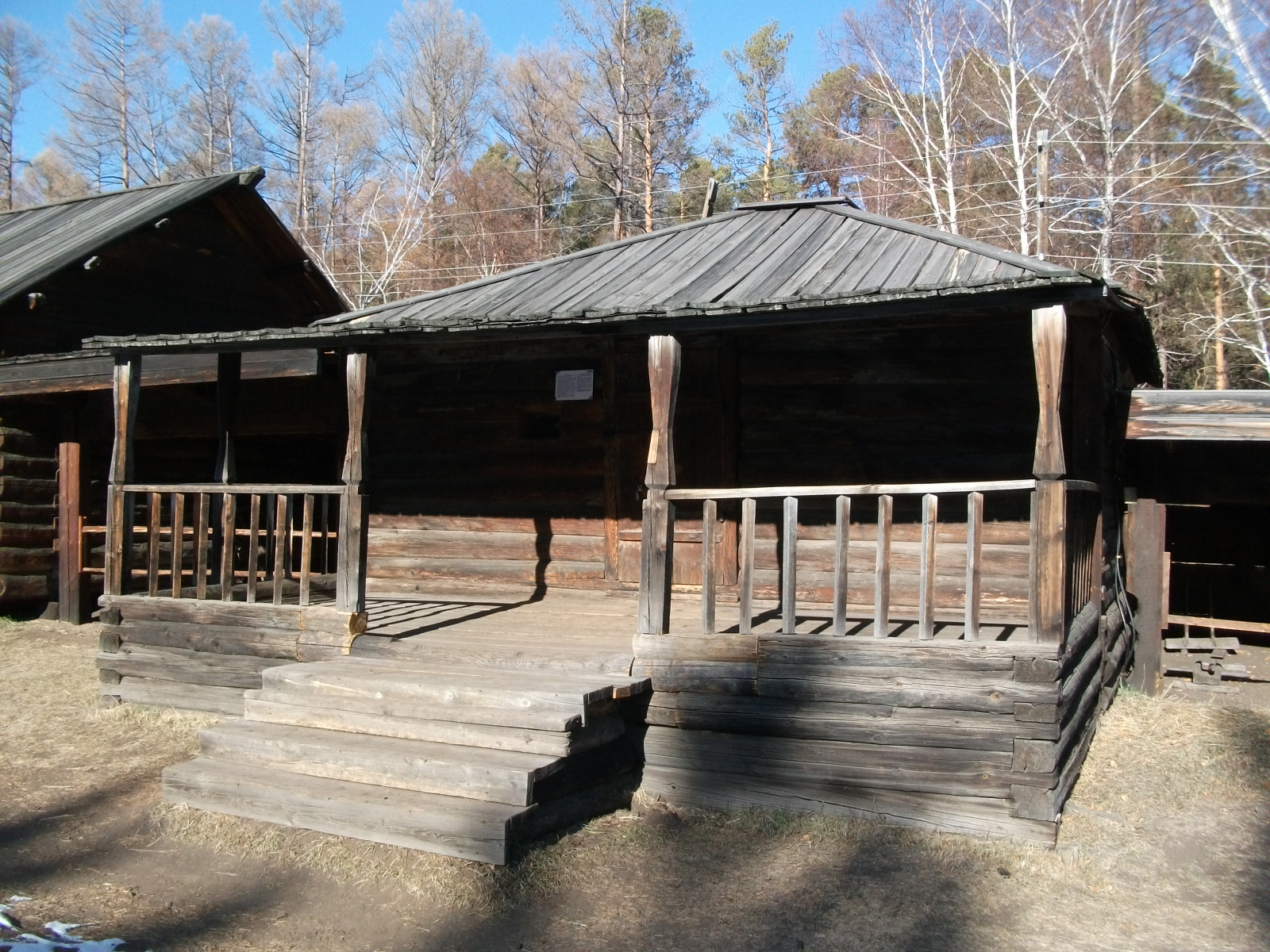
Юрта з улусу Харети

#### Прибайкальський
У Прибайкальському комплексі демонструється садиба бурята-козака з будинком-зимником багатого бурята С. Б. Сафронова, побудованим в 1900 році в селі Харети (нині Нукутський район Іркутської області). Перевезений в музей в 1975 році. 

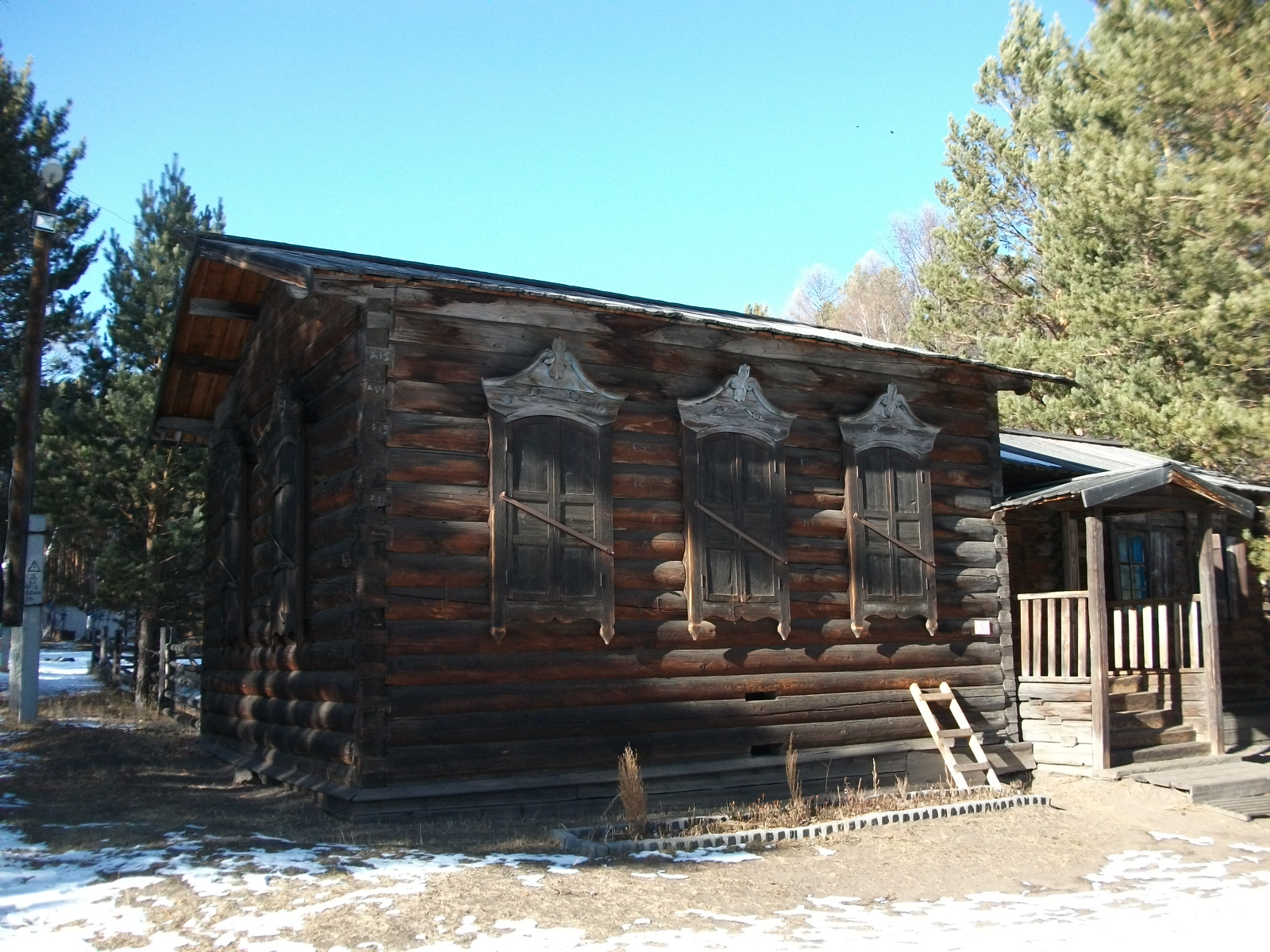
Житловий будинок з улусу Нарин-Шибір
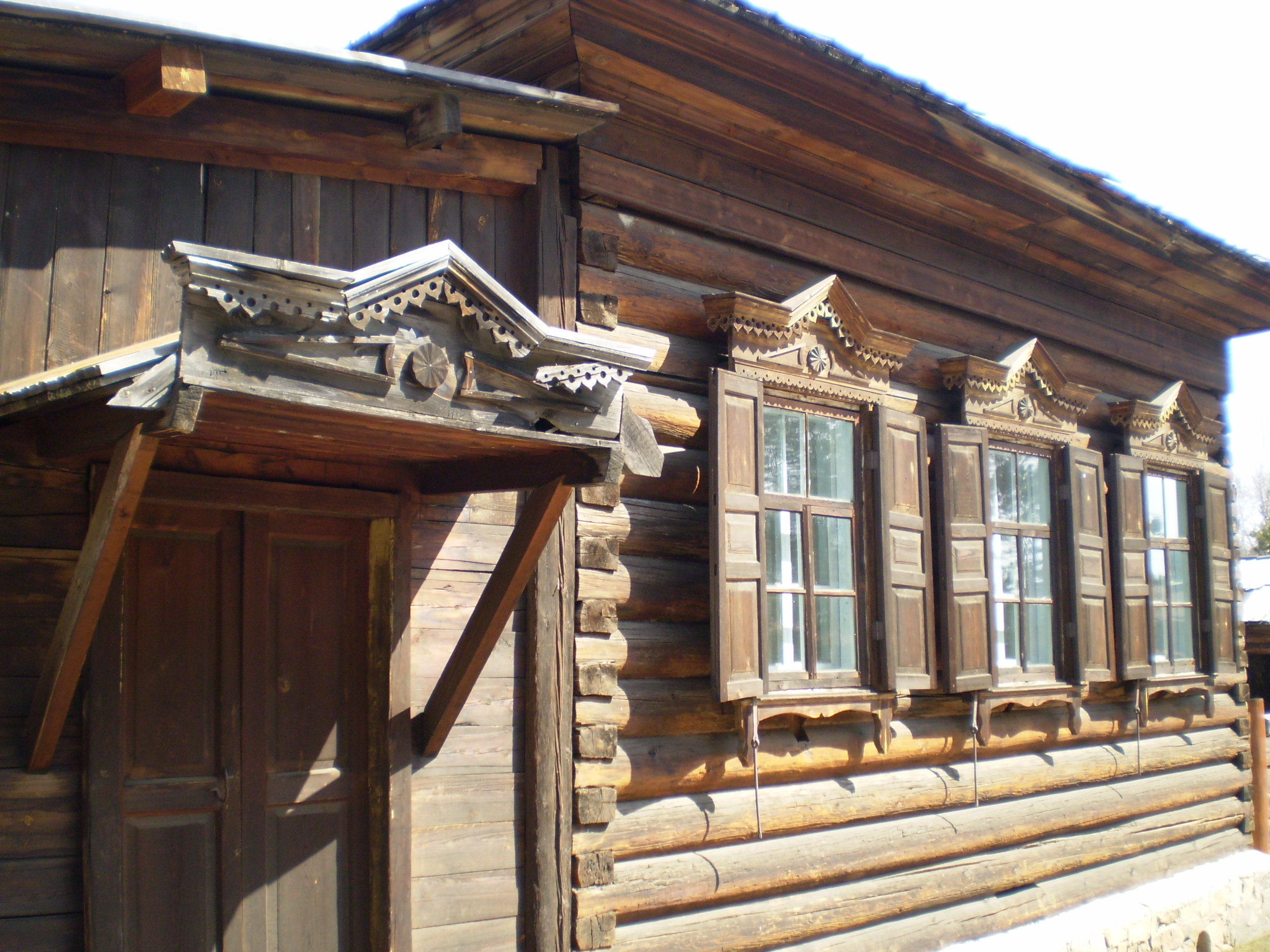
Зимовий будинок багатого бурята з улусу Харети
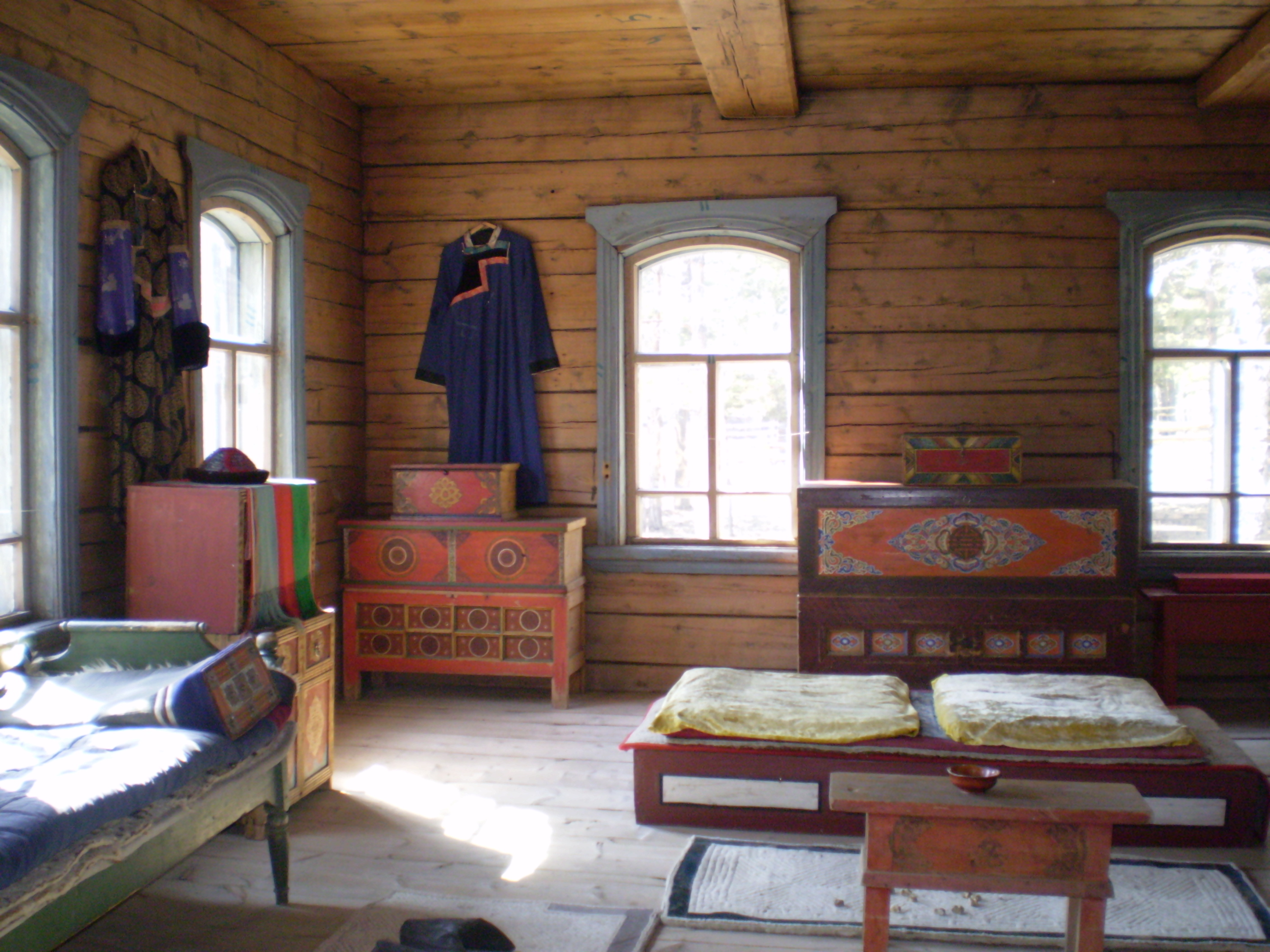
Внутрішнє оздоблення бурятського будинку

#### Забайкальський

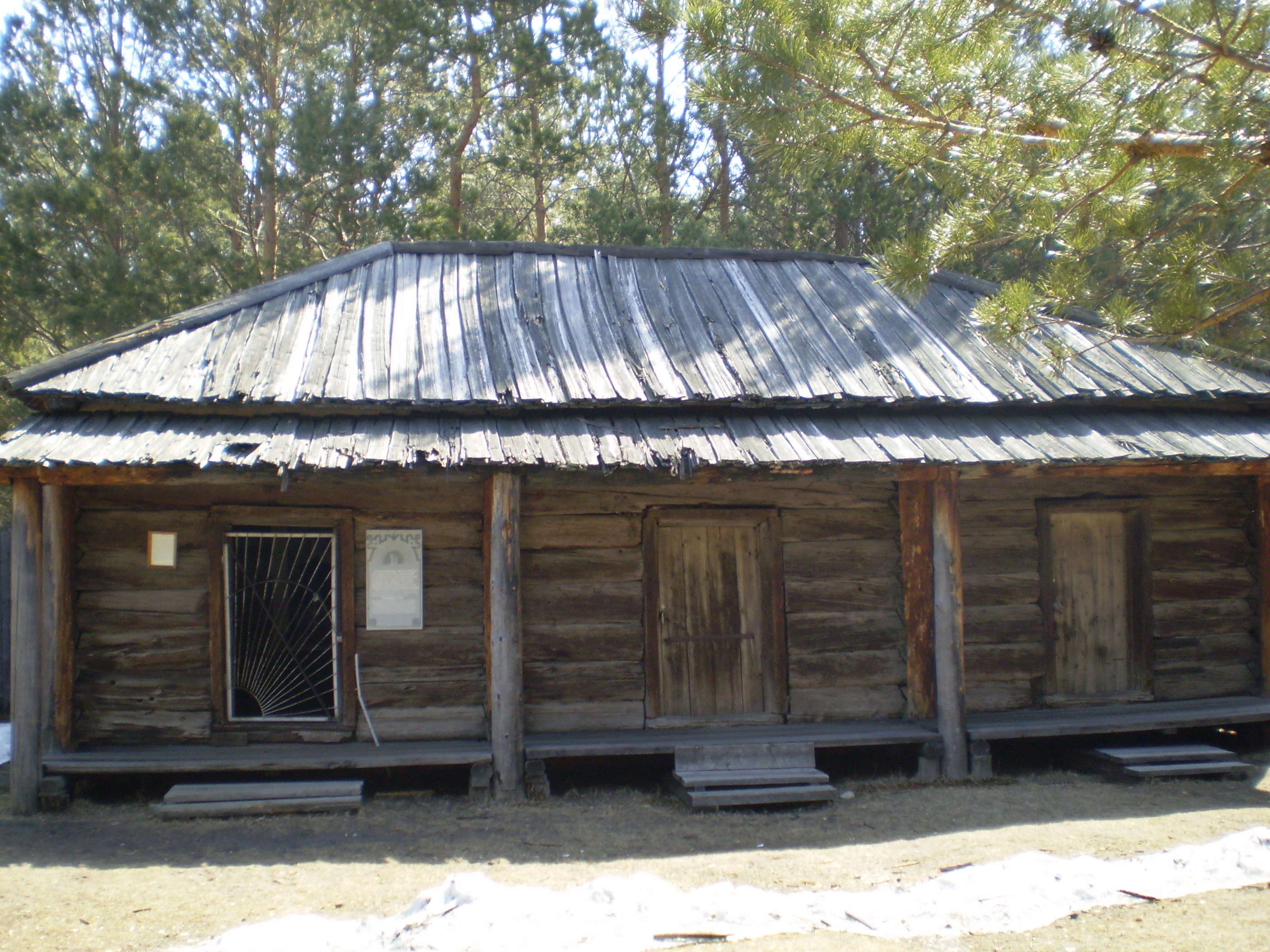
Етапна комора для ночівлі тих, хто у засланні. Село Кульский Станок

Починаючи з кінця XVII століття, Забайкалля стало місцем заслання і каторги. Впродовж всього шляху проходження каторжан через кожні 25 верст розташовувалися етапи і полуетапи для ночівлі. У Верхньоудинському окрузі знаходилося понад 20 етапів.
Трикамерна етапна комора перевезена із села Кульский Станок Хоринського району. Нині в цьому приміщенні розташовується виставка «З історії заслання і каторги Забайкалля».

### Міський комплекс
У міському комплексі демонструються будинки старого Верхньоудинська — сучасного Улан-Уде.
Міський будинок з мезоніном був побудований в 1900 році. Перебував на вулиці Соборній, 22 і належав чиновнику. Перевезений в музей в 1978 році. Відновлено з відступами від первісної архітектури. У будинку знаходиться експозиція традиційного інтер'єру будинку заможного господаря початку XX століття.

Будинок коридорного типу. Перебував на вулиці Великій Миколаївській, 67. Побудований в 1909 році. Двоповерхова будівля призначалася для здачі в оренду мебльованих кімнат. Будинок перевезений в музей в 1979 році. 

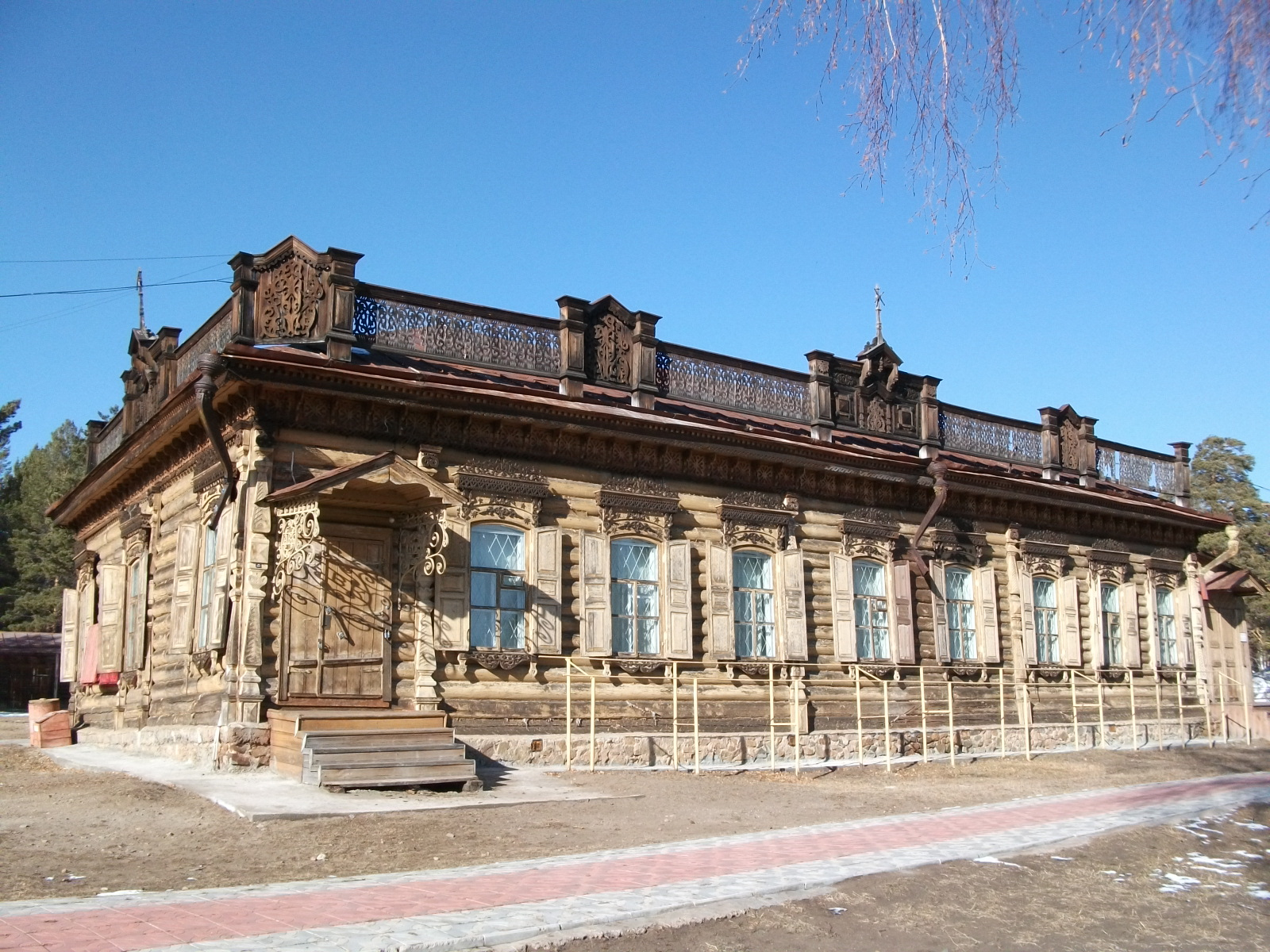
Прибутковий будинок
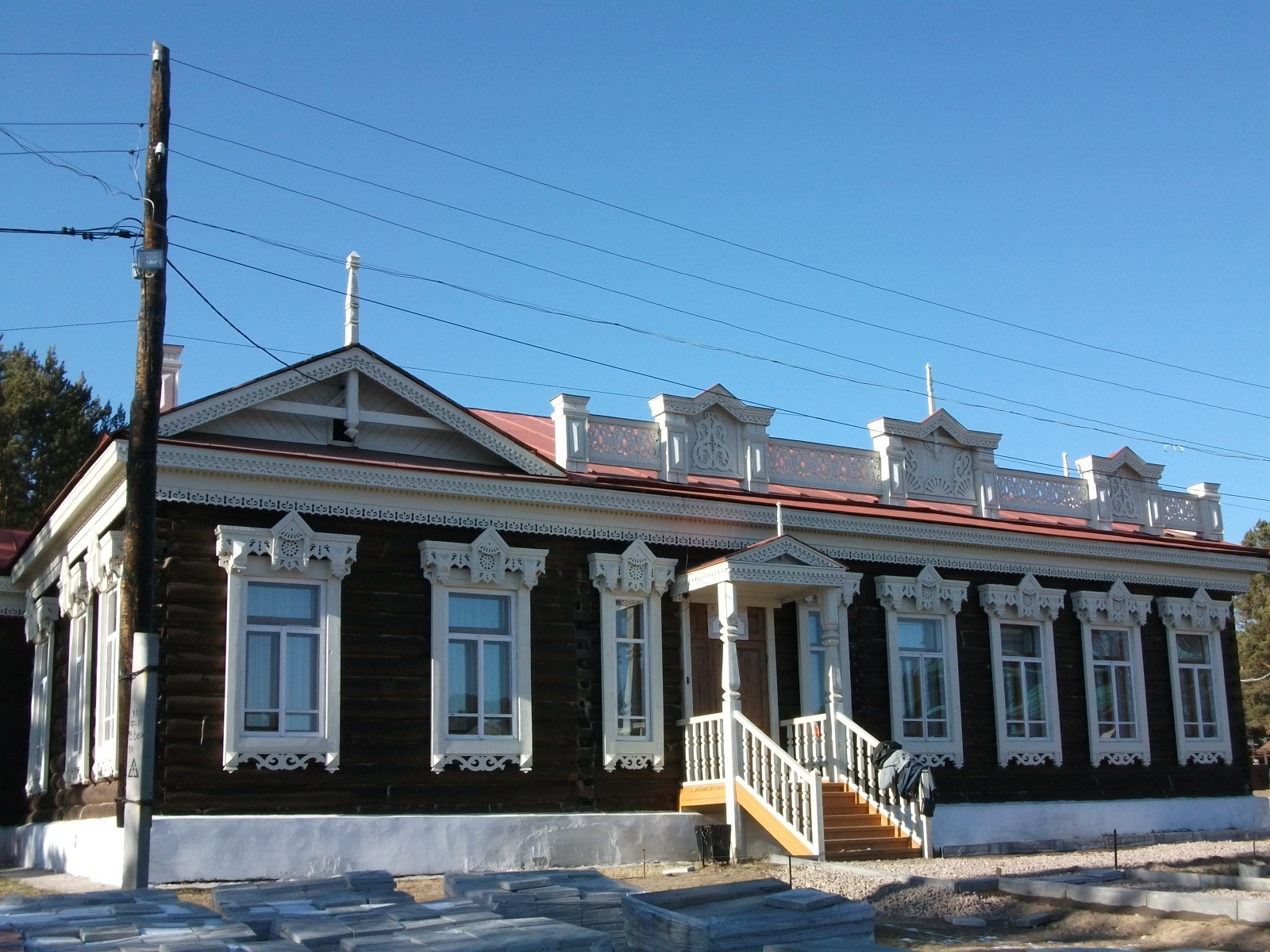
Будинок Танських
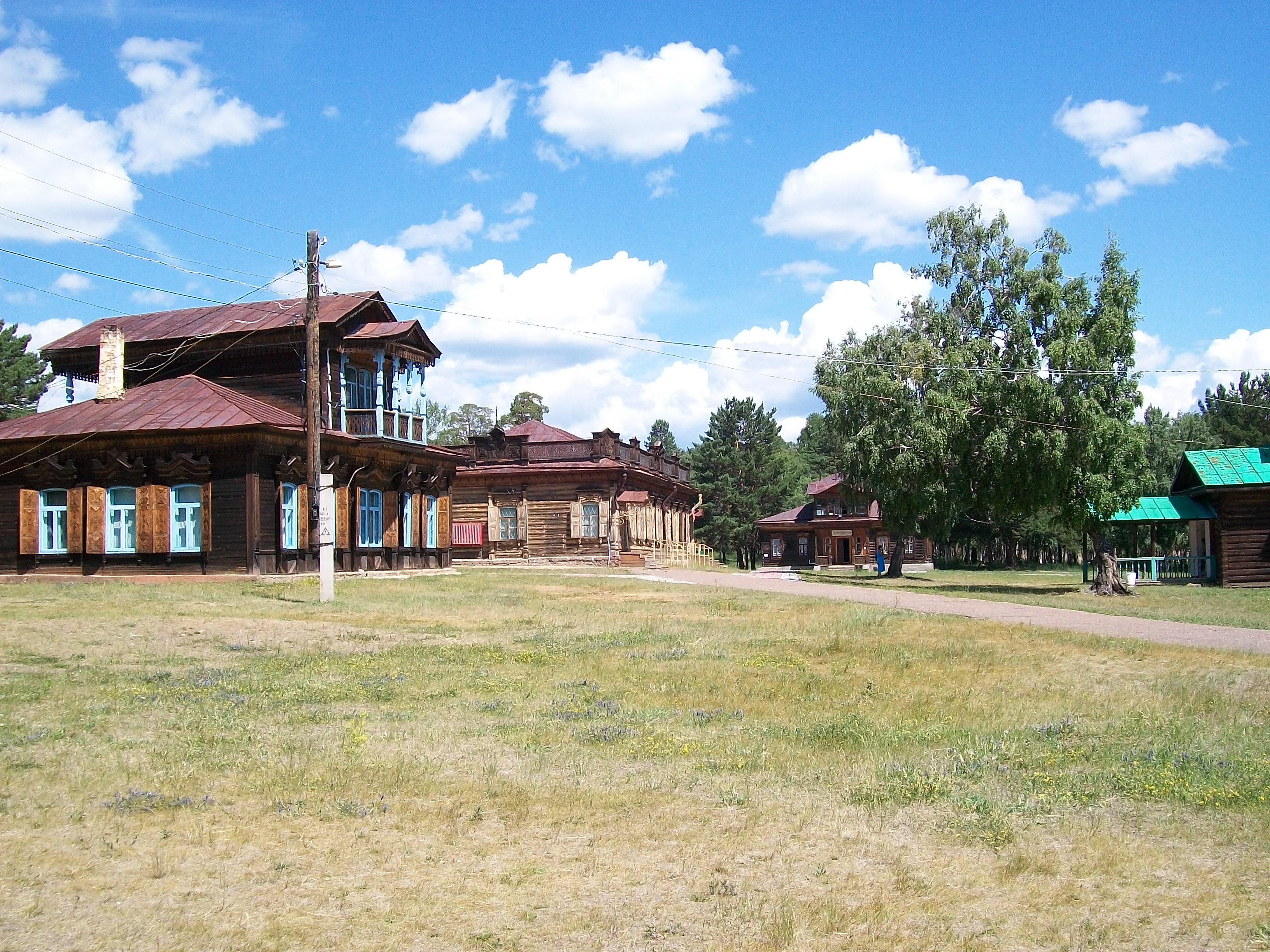
Міський комплекс Верхньоудинська
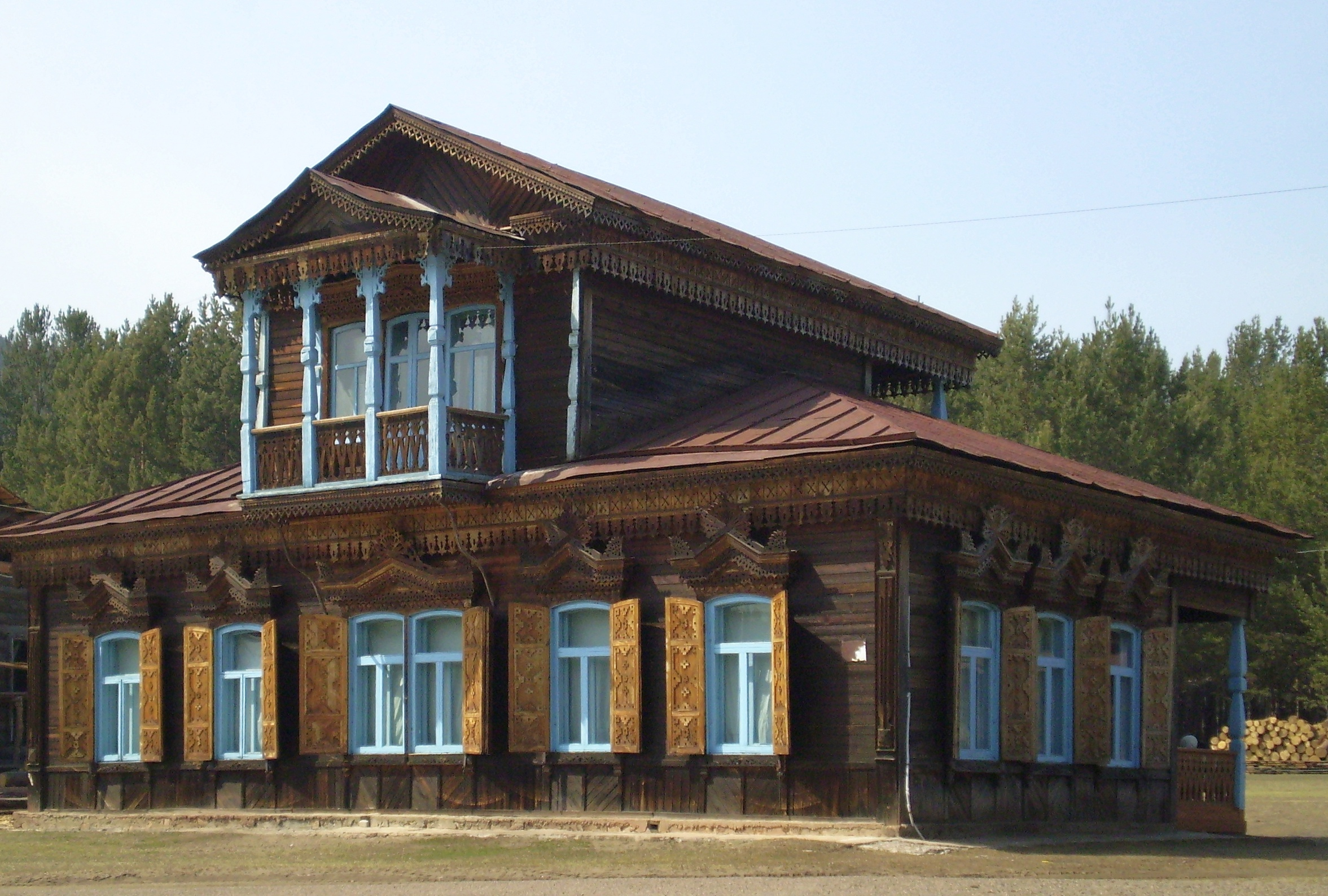
Будинок з мезоніном

### Старожитний комплекс
Старожитний комплекс складається з будинків орного селянина і козачого отамана. Будинок орного селянина, побудований в 1880 році, вивезений з села Батурино Прибайкальского району. Напроти нього розташовані будівлі 1919 року: завозня (човен), комора, двостінний сарай, перенесені з нині неіснуючого села Клочнєво Прибайкальского району. 

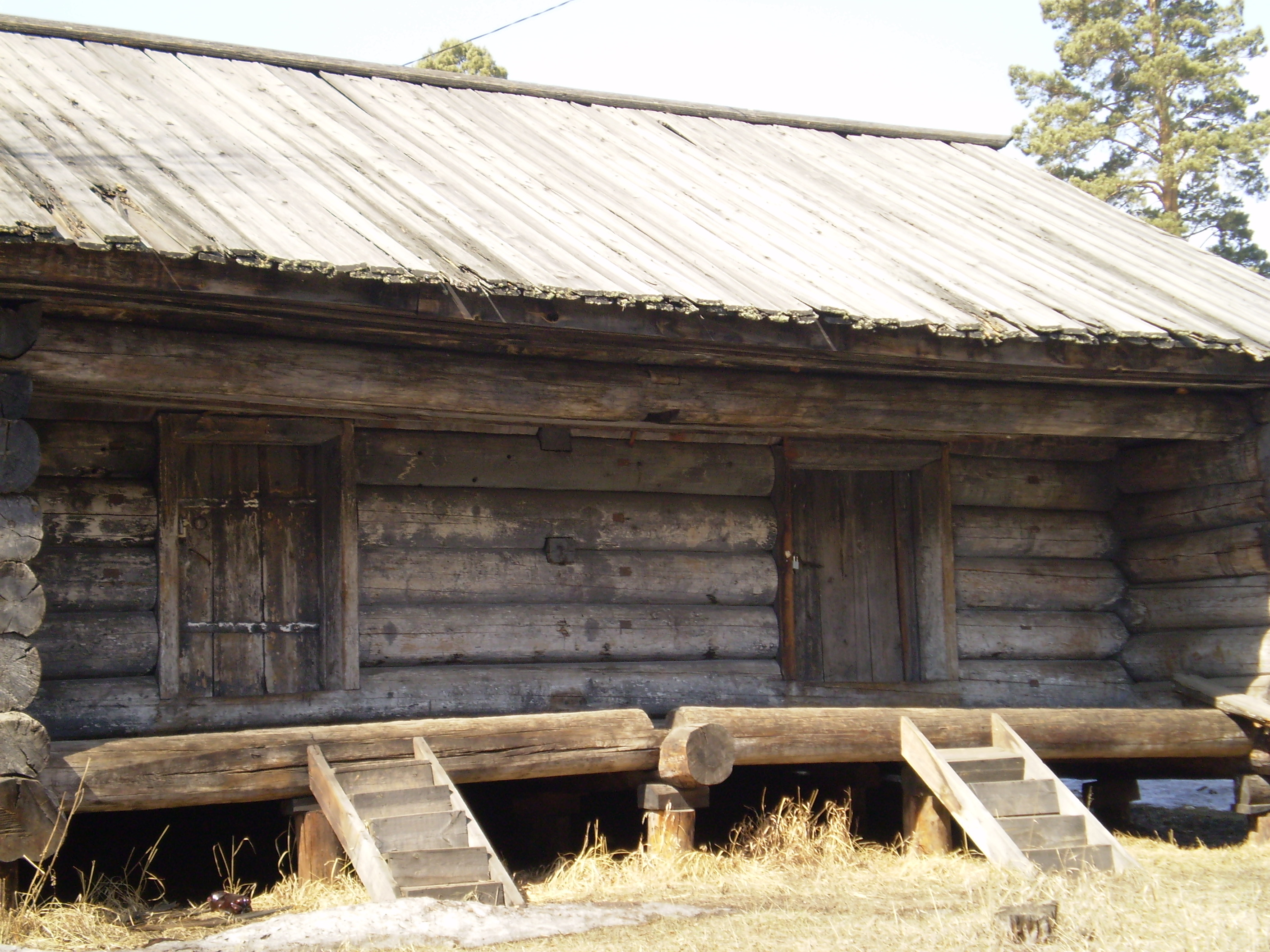
Двокамерна комора з села Клочнєво
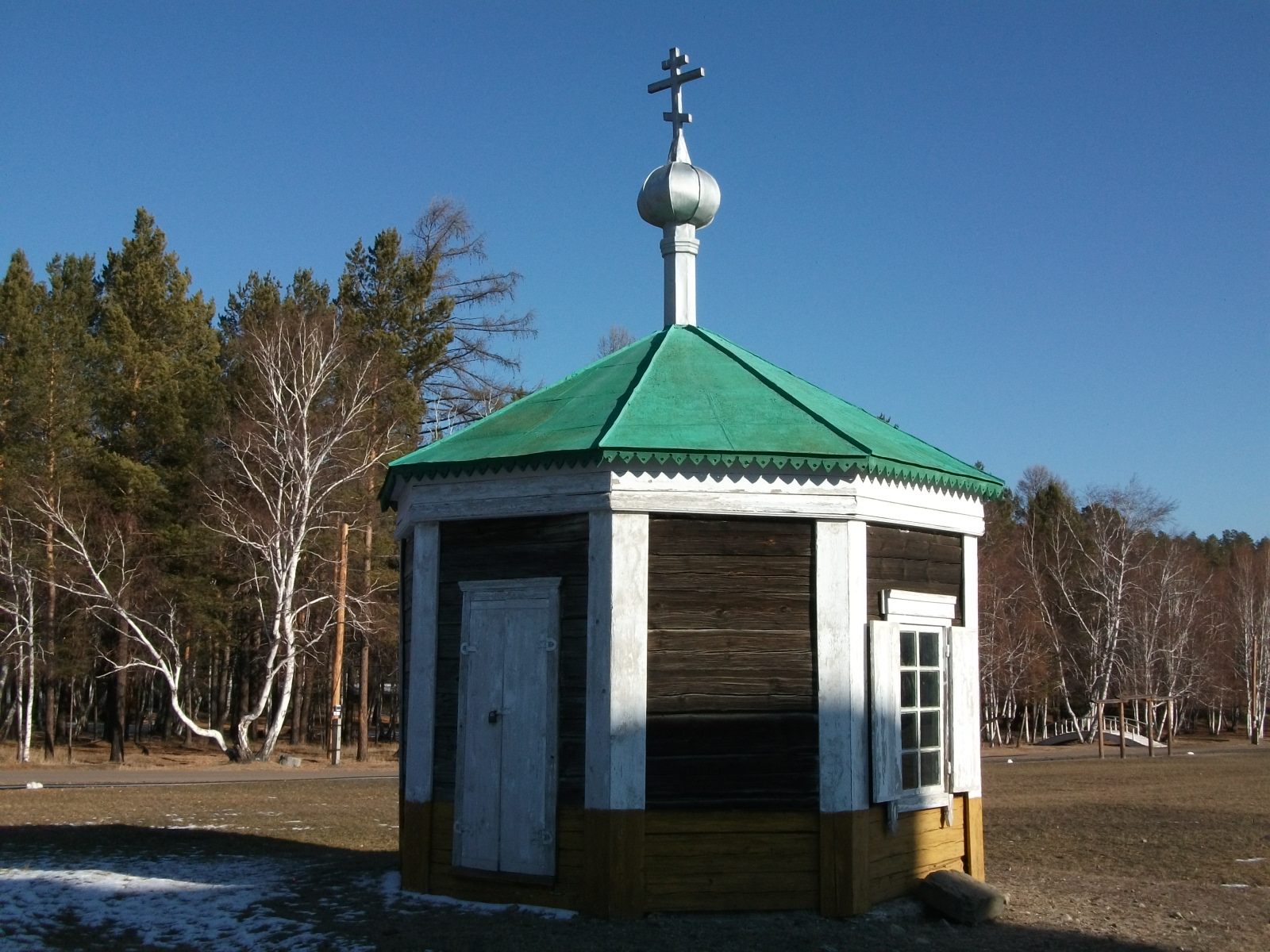
Каплиця з Староселенгінська

### Старообрядницький комплекс
Одна з експозицій музею складається з будинків старообрядців — семейських, засланих до Сибіру в XVIII столітті. Вибудувана типова вулиця односторонньої забудови кінця XIX — початку XX століття, що складається з: будинку заможного селянина з усіма надвірними будівлями, хати селянина-ремісника, будинку багатого старообрядця. Неподалік розташована старообрядницька каплиця.
Будинок селянина Красикова побудований в 1861 році в селі Барикіно-Ключі. У дворі селянина-ремісника влаштована виставка господарського інвентарю: сохи, плуги, борони, молотарки, верстати, сани тощо. У городі розташована кузня, перед якою два верстати: для підковування коней та гнуття дуг і полозів. Кузня побудована в кінці XIX століття в улусі Нарин-Шибір і вивезена в музей в 1971 році.
Будинок-«зв'язок», що належав селянину Зайцеву, побудований наприкінці XIX століття в селі Надєїно Тарбагатайського району. Перевезений в музей в 1972 році. Будинок орієнтований довгою стороною на вулицю. Чотири вікна з одностулковими віконницями. На віконницях зображені квіти, птахи та олені.
Двоповерховий будинок багатого старообрядця Борисова побудований в селі Куйтун в другій половині XIX століття. Перевезений в музей в 1972 році. Характерна особливість будинку — високий ґанок. На першому поверсі розташовувалися торгова лавка й комора.

Ворота побудовані в 1906 році в селі Нова Брянь на замовлення Родіонова. На них вказано рік народження його дочки Анни. За сімейними переказами, їх виготовили буряти. У 1978 році вони були реконструйовані в музеї. Багате оздоблення воріт вказувало на багатство господаря будинку. 

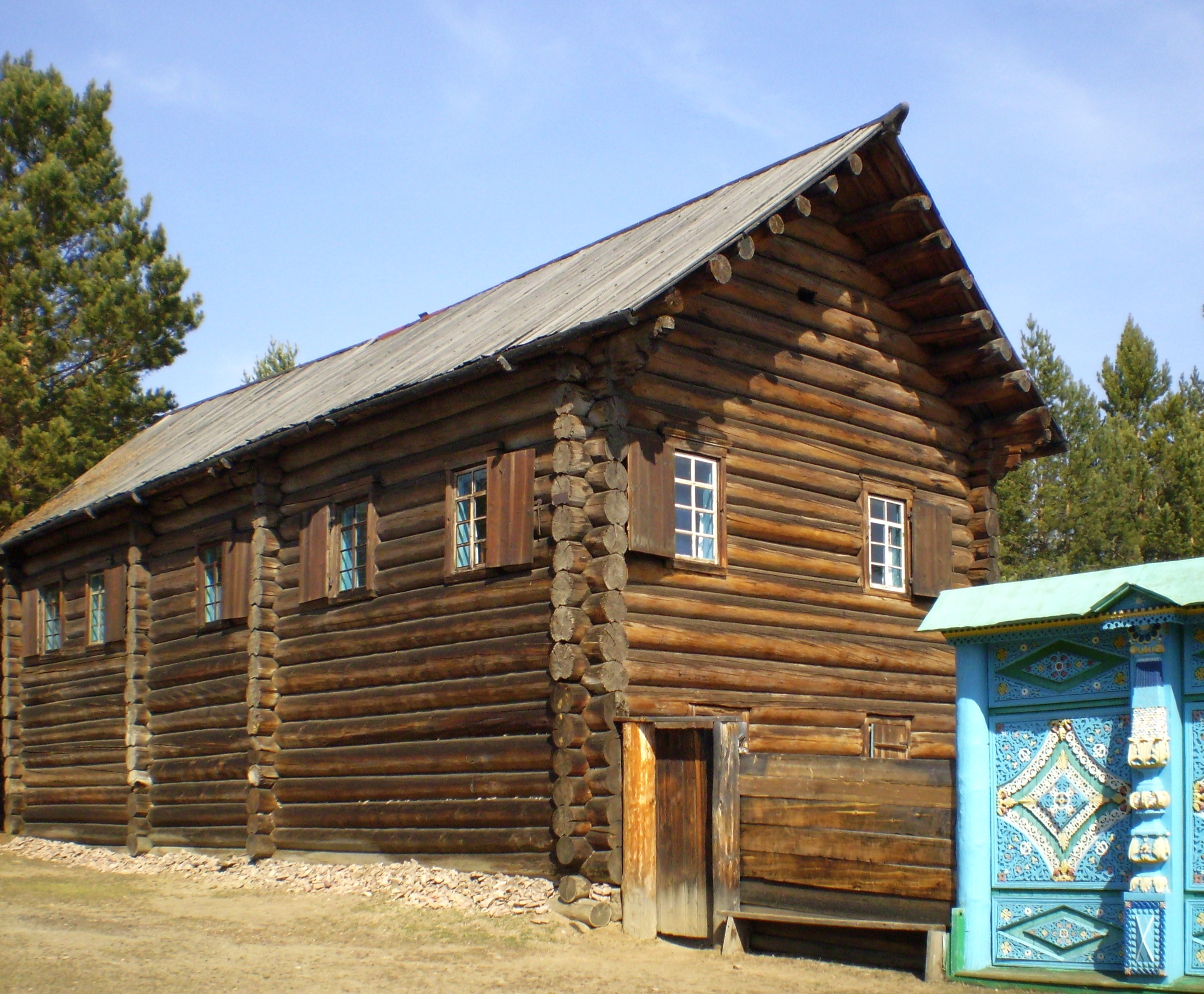
Будинок Борисова з села Куйтун
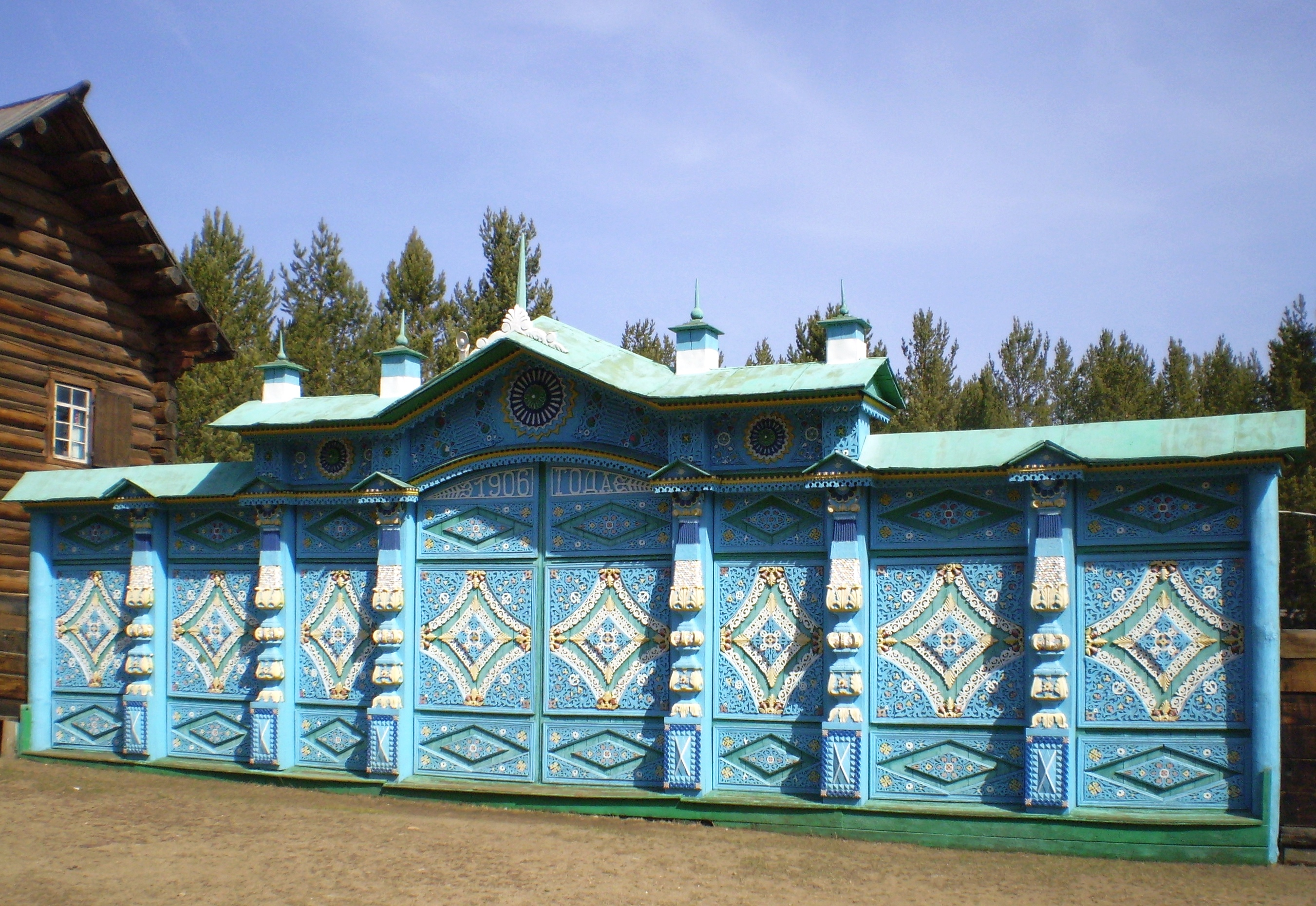
В'їзна брама з села Нова Брянь
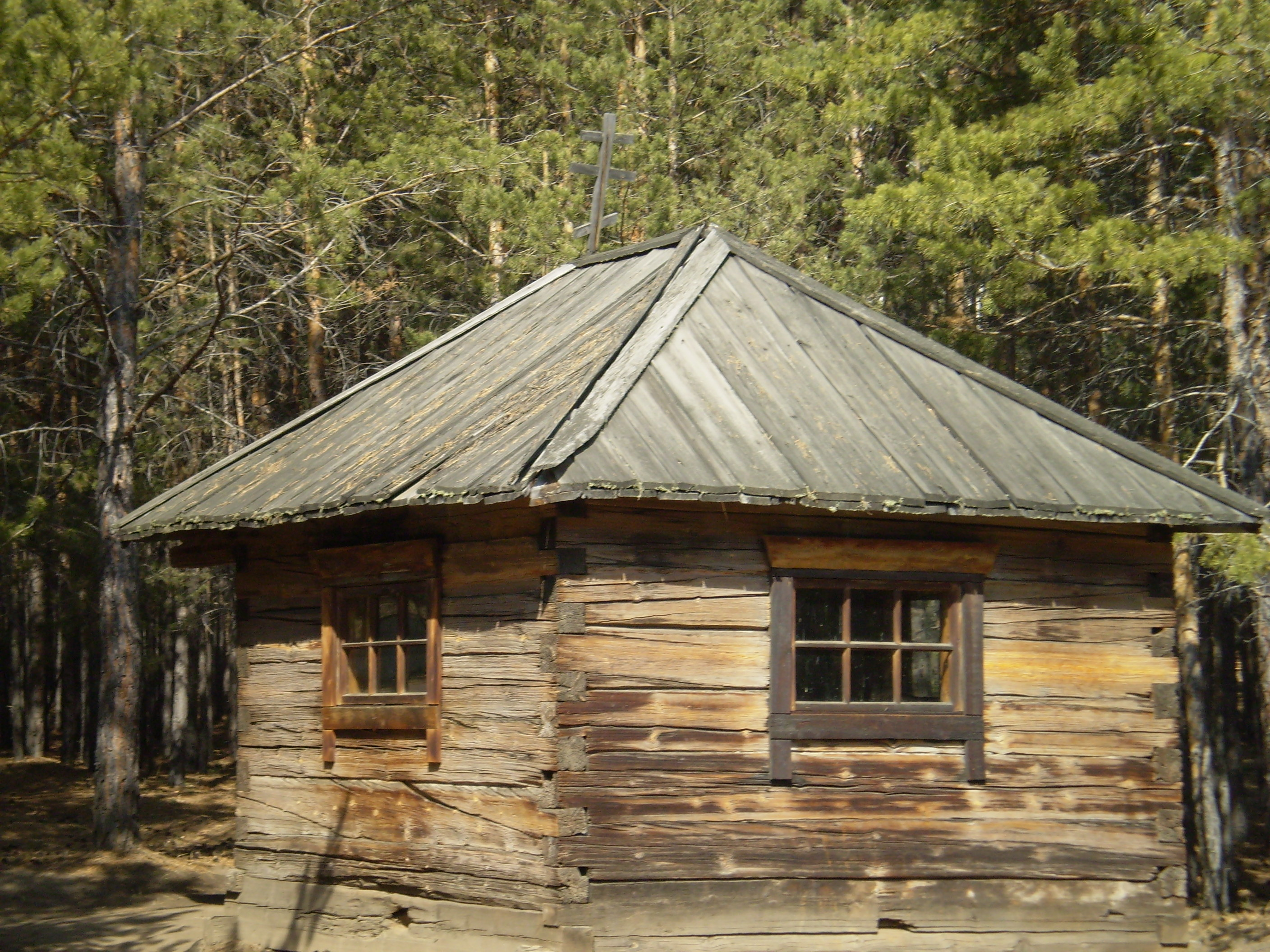
Старообрядницька каплиця з села Ключі
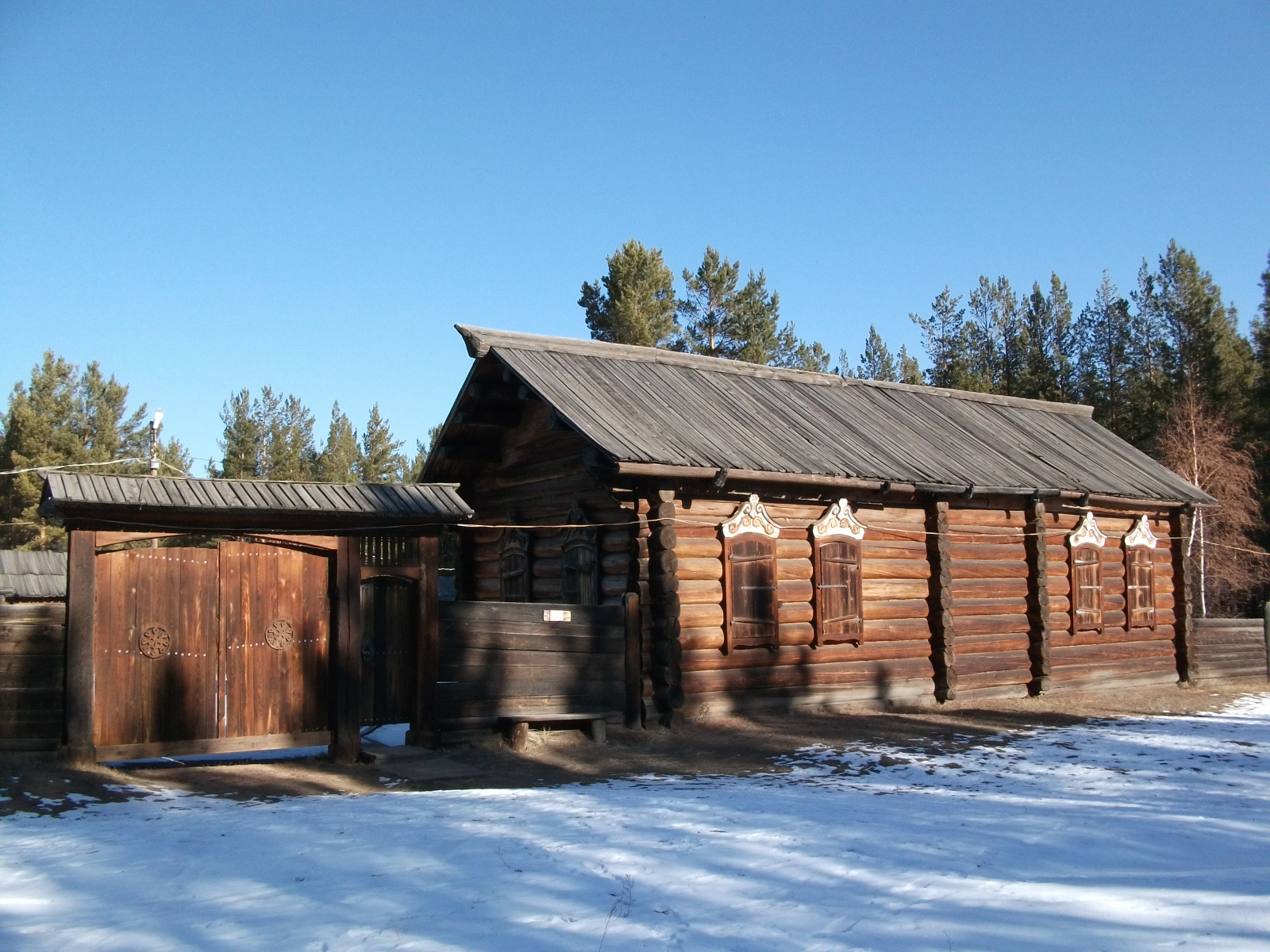
Будинок Зайцева з села Надєїно, 1897 р.
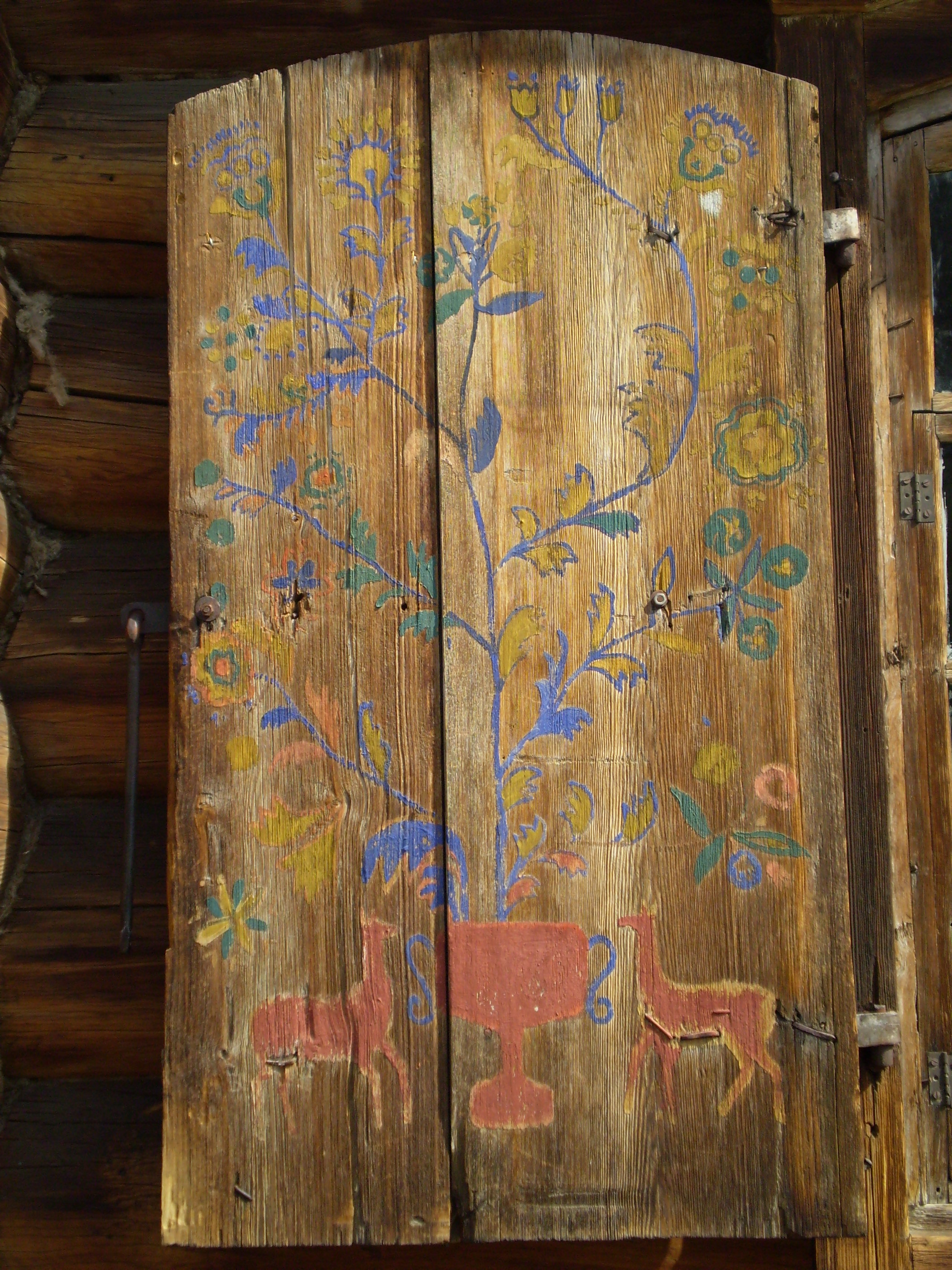
Віконниці на вікнах будинку Зайцева
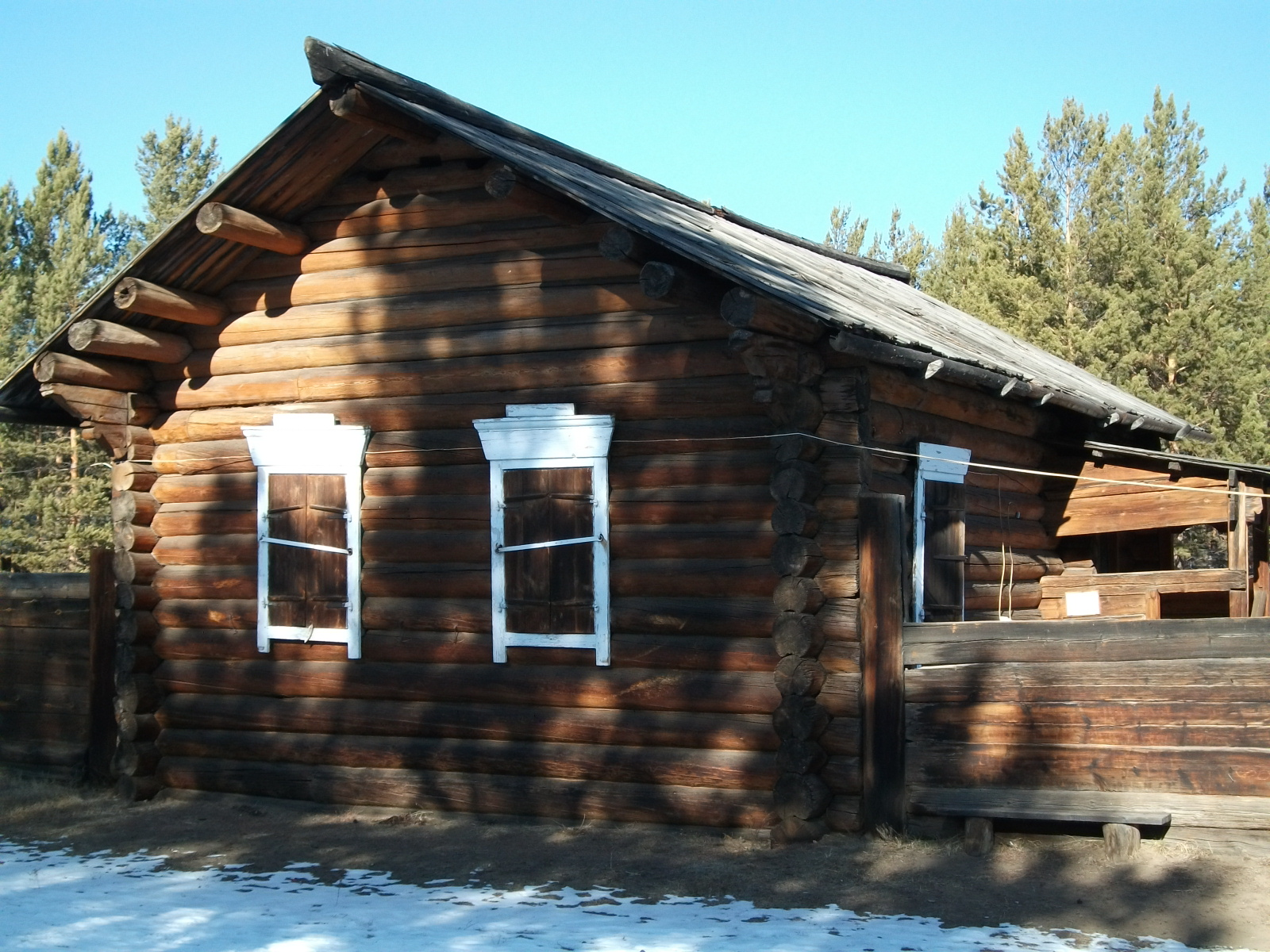
Будинок Красикова з Барикіно-Ключі
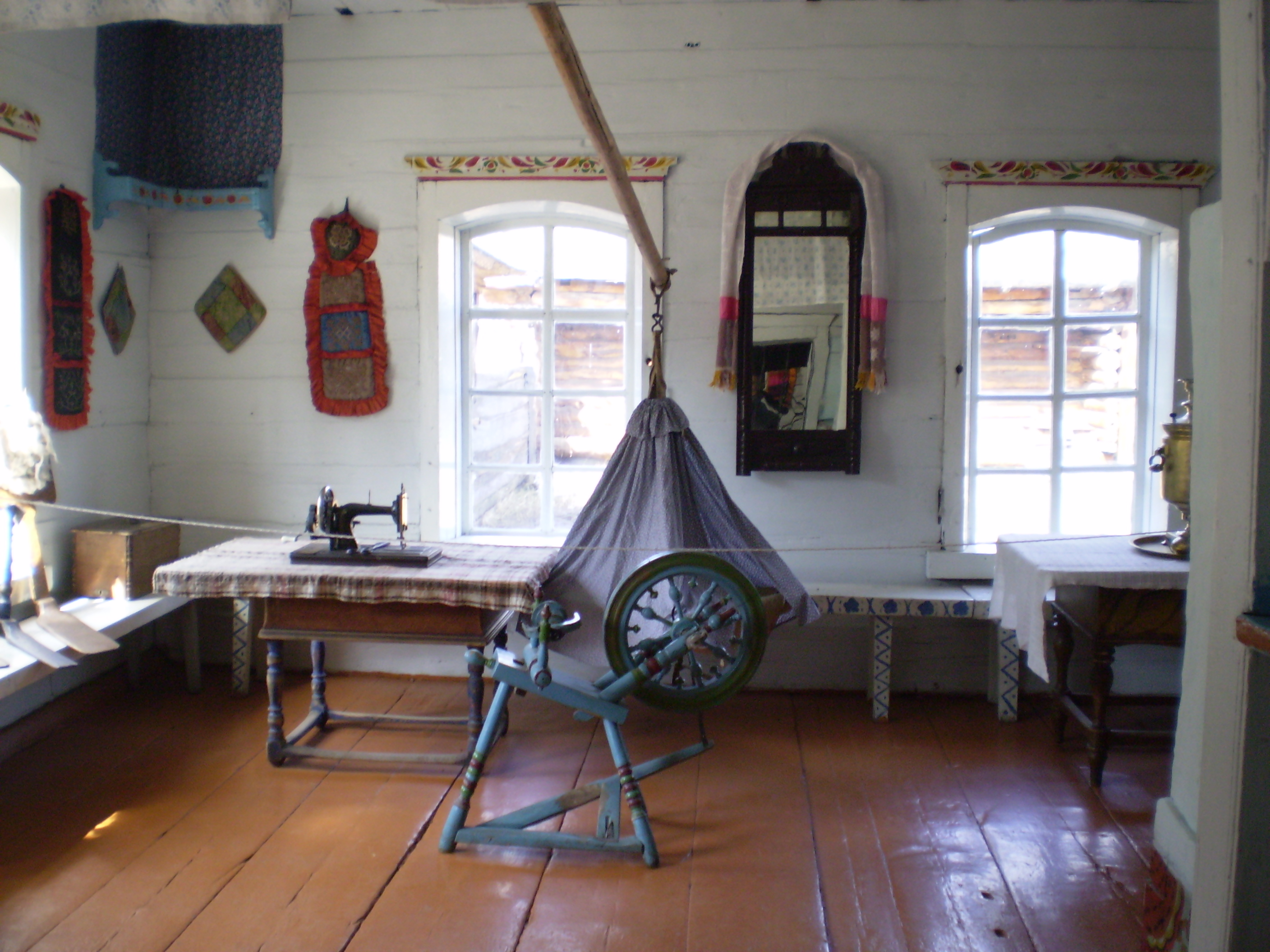
Оздоблення старообрядницького будинку

### Евенкійський комплекс
В Евенкійському комплексі демонструються чуми, лабази, різноманітне господарське начиння. 

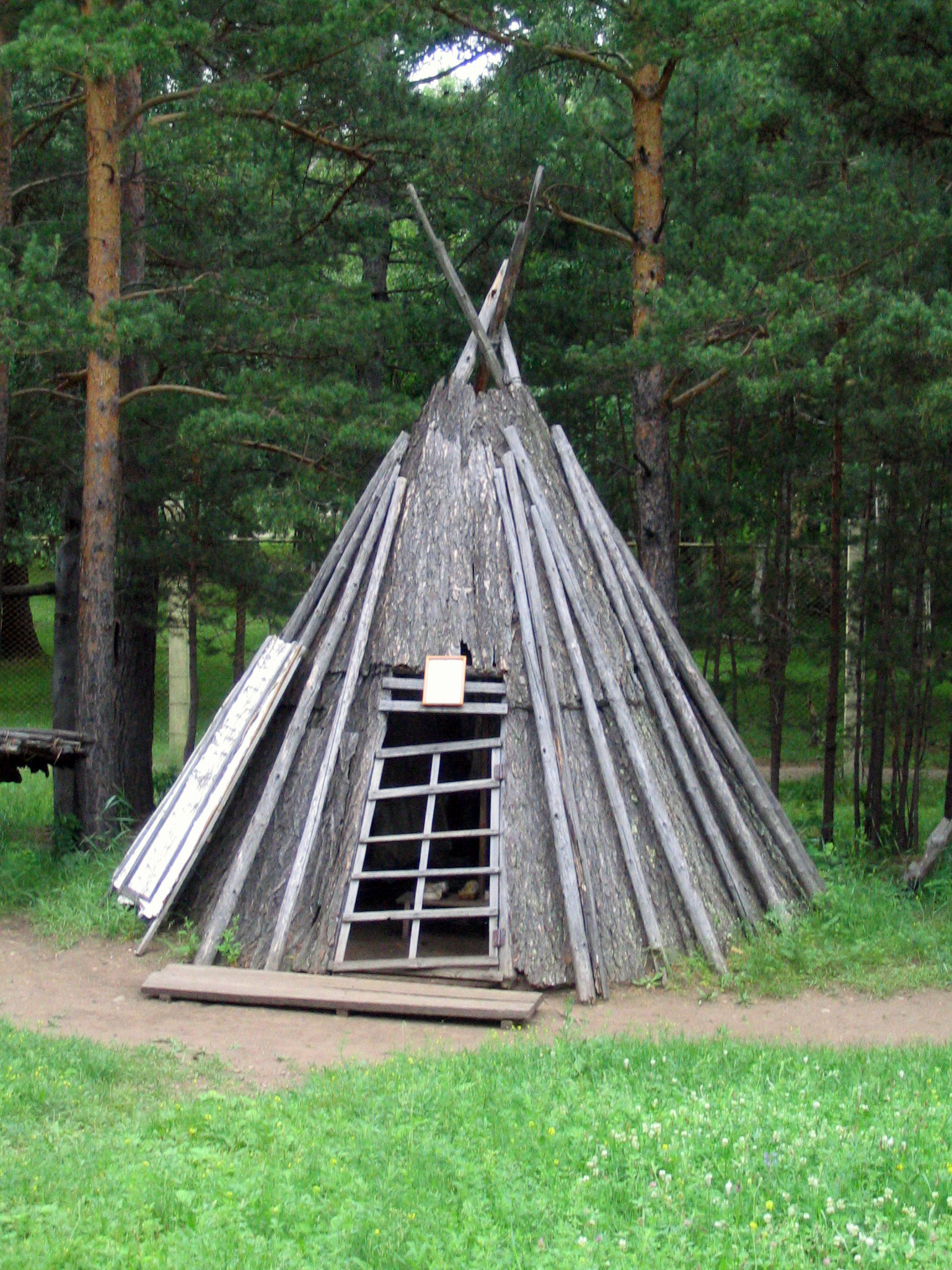
Чум
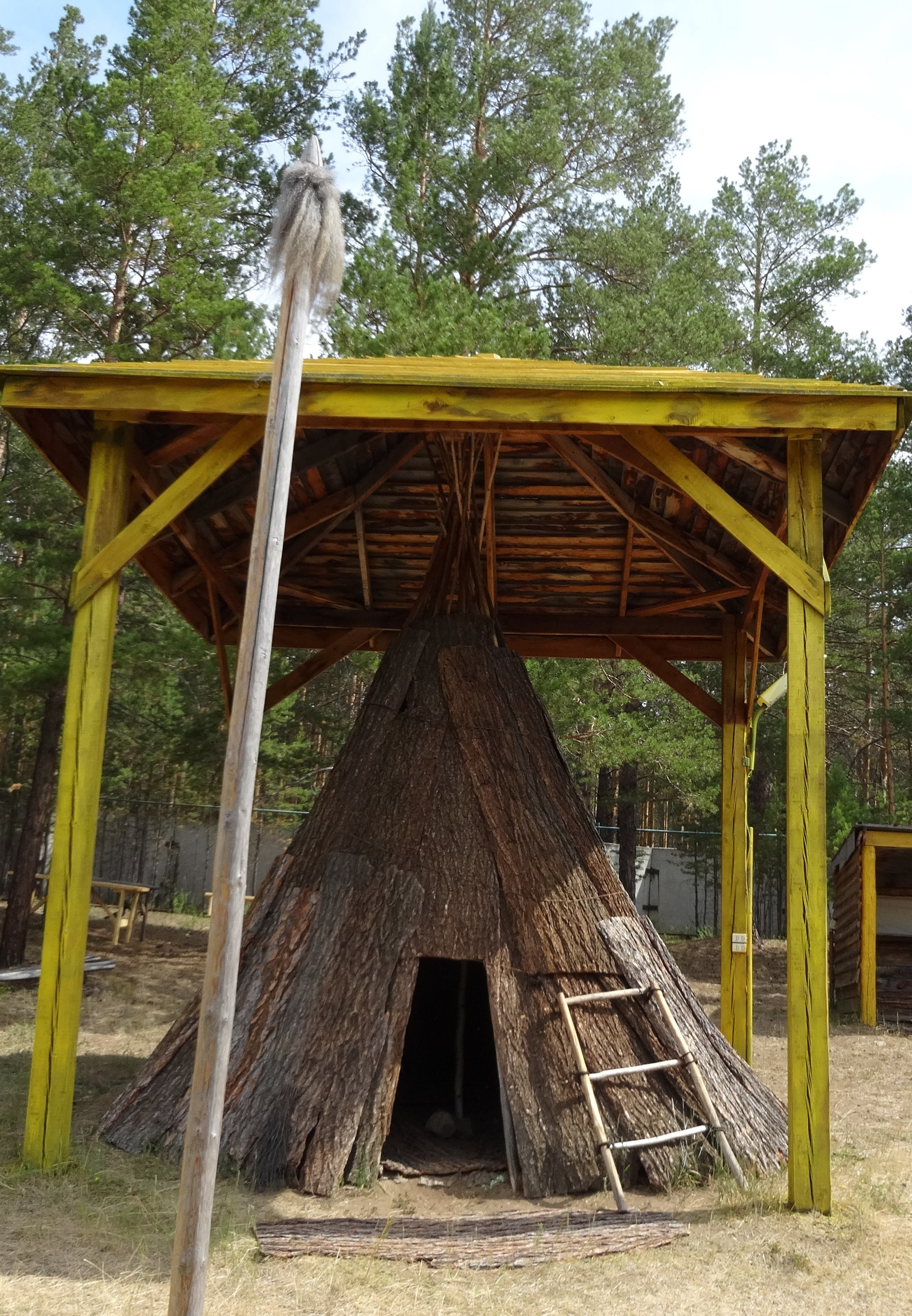
Чум

## Народні гуляння

### Масниця
У музеї щорічно проводиться святкування Масниці. Свято користується великою популярністю серед жителів і гостей міста Улан-Уде. У числі постійних відвідувачів Масляної — сім'ї, туристичні групи, школярі та студенти.
Етнографічний музей традиційно проводжає зиму катаннями та іграми, піснями та частівками, жартами і примовками. Проводяться театралізовані вистави, хороводи, конкурси та безліч інших народних розваг. Гості зможуть піднятися за призом на стовп, битися «стінка на стінку», влаштувати бій мішками і позмагатися в поїданні млинців. Традиційно, найбільш спритні і вмілі отримують різні цінні призи — від срібних прикрас до електроінструментів. Кульмінаційним моментом святкового дійства стає спалювання опудала.

### День святкування Святої Трійці
Організатори свята — республіканського фестивалю російської культури «Байкальський хоровод» — готують програму для дітей і дорослих: виставки виробів народних майстрів, російського костюма, ярмарок російської кухні, майстер-класи з російського хороводу та навчання грі на музичних інструментах, інтерактивні майстерні з народних промислів, молодечі ігри та розваги.

Основні заходи: республіканський фестиваль-конкурс «Російська пісня», республіканський конкурс російського народного танцю «Русский танок», фестиваль-конкурс "Грай, гармонь, дзвени, частівка! ", Республіканський конкурс колекцій російського костюма, фестиваль-концерт духовних піснеспівів «Співає душа», конкурс-презентація майданчиків муніципальних районів «Мій рідний край!». 

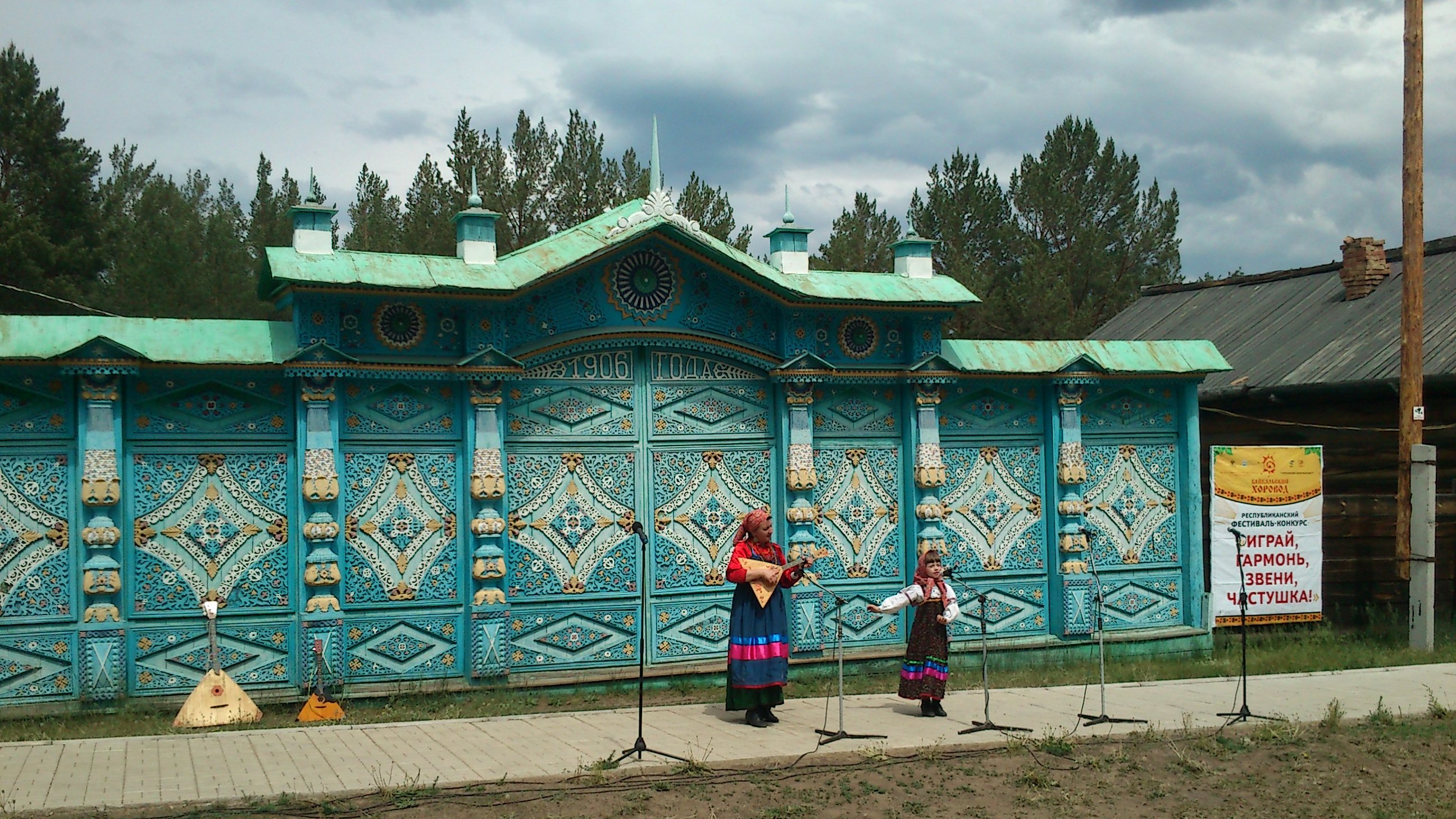
Конкурс «Грай, гармонь, дзвени, частівка!»
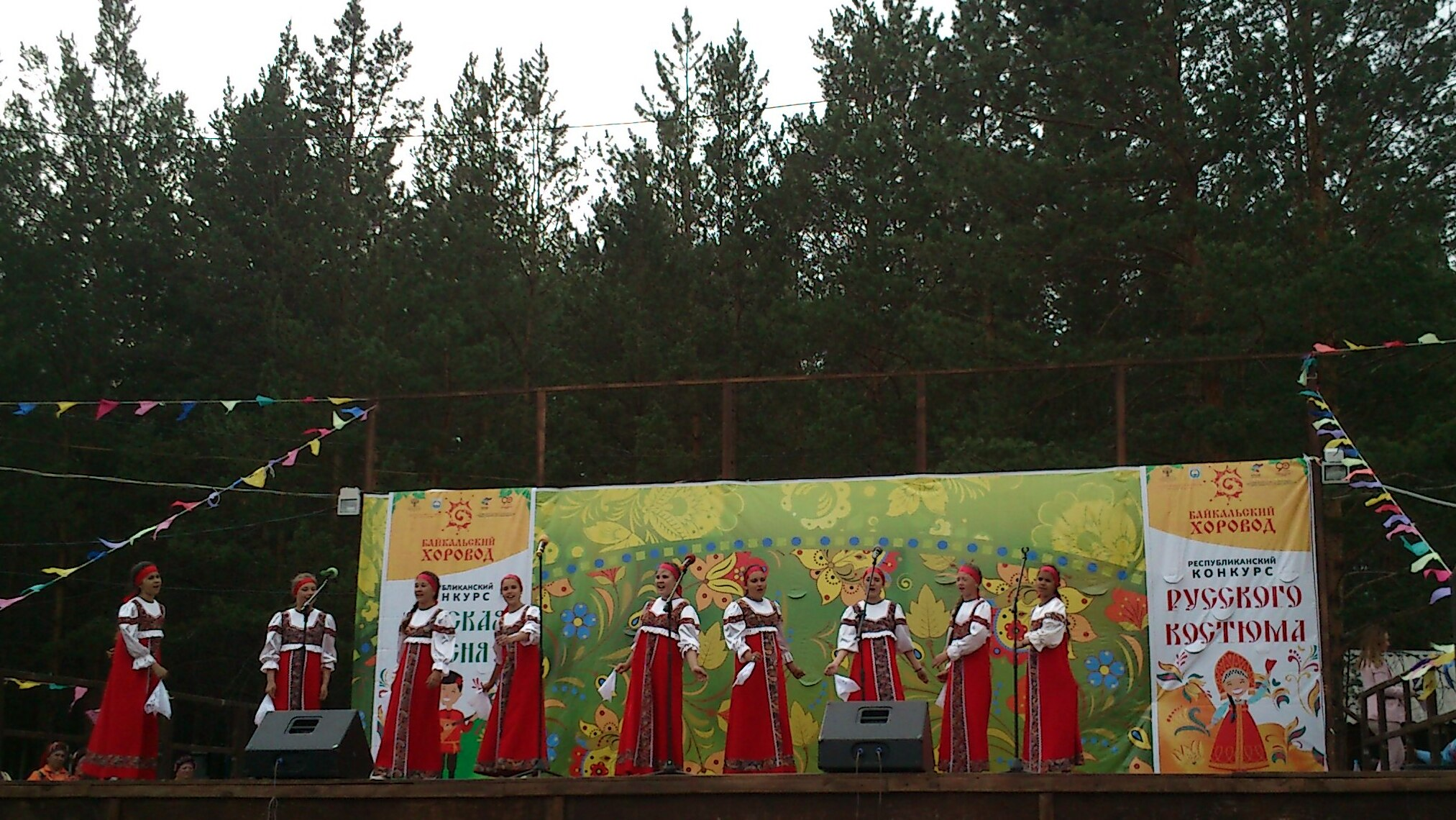
Фестиваль-конкурс «Російська пісня»
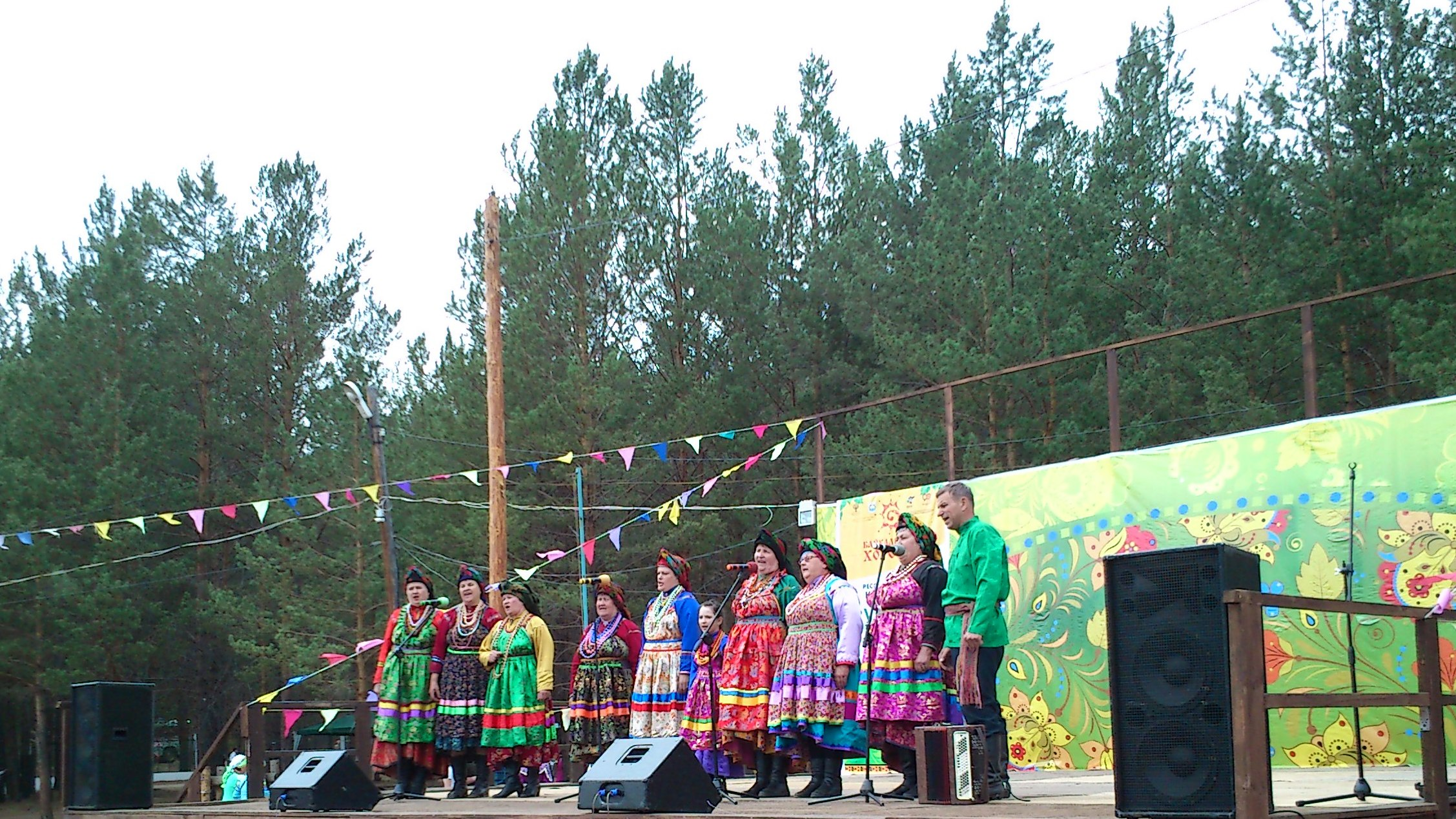
Конкурс «Російська пісня»
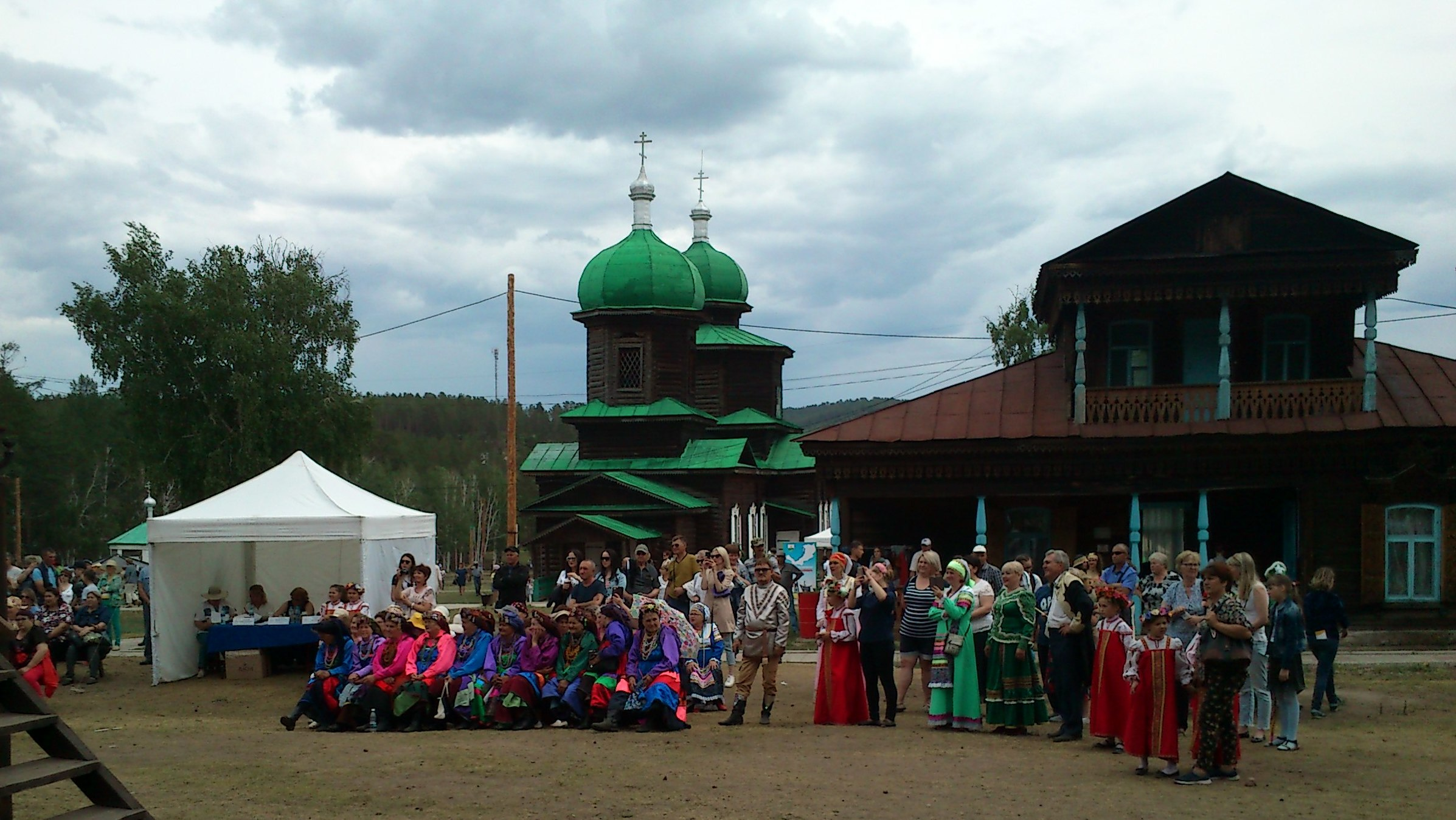
Гості «Байкальського хороводу»
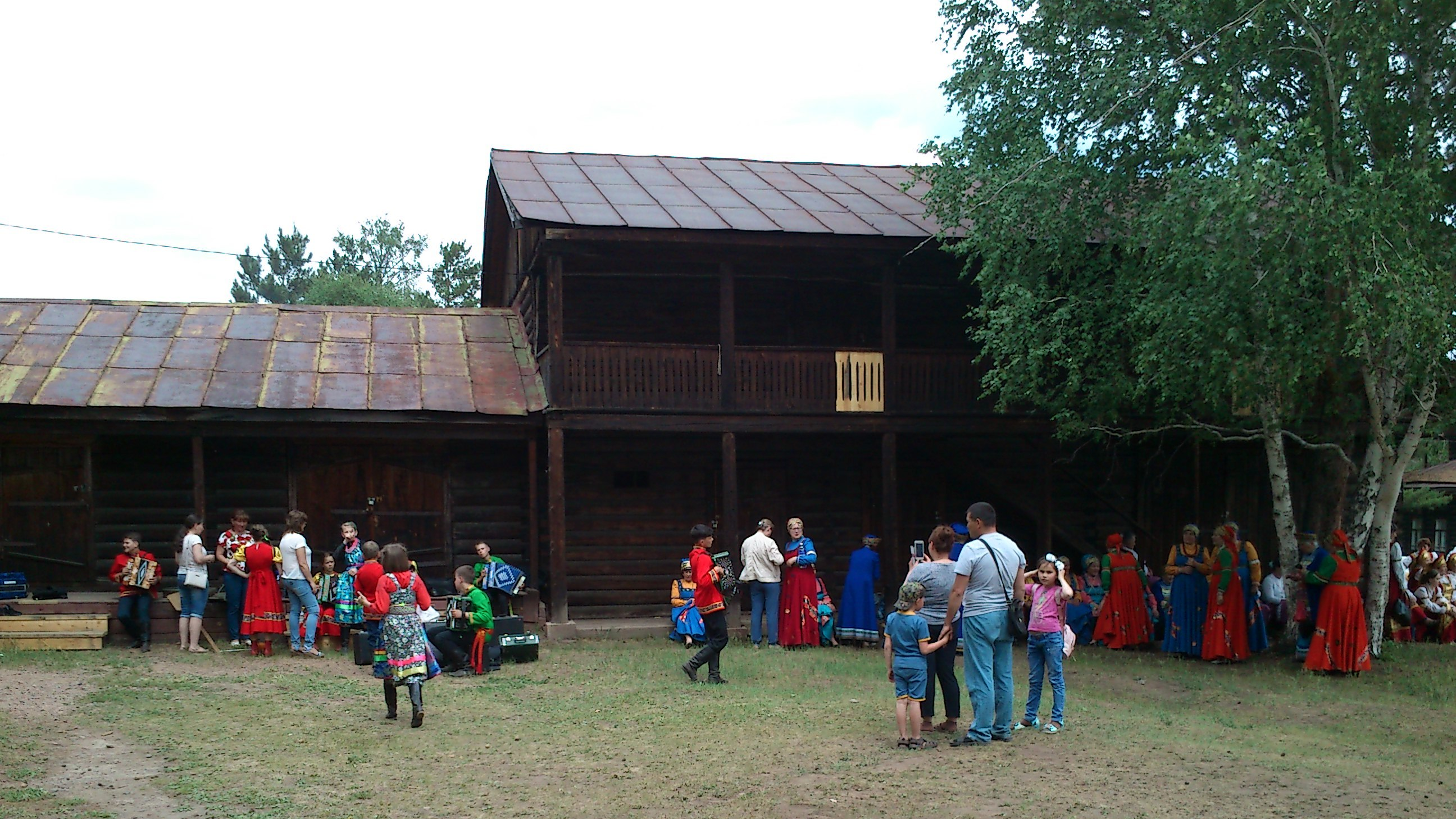
Народні гуляння